# Opere di Luca Giordano
Questa pagina contiene un elenco dove è possibile trovare, in ordine cronologico, una vasta lista di opere di Luca Giordano, comunque non completa dato che il pittore ha eseguito nell'arco della sua vita più di mille dipinti.
La produzione di Luca Giordano si dipana in settantuno anni di storia, dal 1634 al 1705, comprendendo sia quadri su tela che affreschi. Per la stesura dell'elenco che segue sono stati utilizzati tutti i testi presenti nella bibliografia elencati in fondo alla voce, omettendo i disegni, le opere di bottega ed i dipinti considerabili "marginali" rispetto al catalogo del pittore, facenti parte quindi di collezioni private (sono stati inseriti in elenco solo alcuni casi peculiari) o del mercato d'antiquario che risultano di difficile fruizione da parte del pubblico, nonché taluni bozzetti di dipinti "superiori".

## Autoritratti
| Immagine | Anno     | Tecnica              | Dimensioni   | Città e nazione | Collocazione                                          | Nota                                 |
| -------- | -------- | -------------------- | ------------ | --------------- | ----------------------------------------------------- | ------------------------------------ |
|          | 1650-53  | o/t                  | 80×60 cm     | Macclesfield    | Capesthorne Hall                                      | Autoritratto in figura di filosofo   |
|          | 1650-53  | o/t                  | 116×96 cm    | Milano          | Pinacoteca di Brera                                   | Autoritratto in figura di alchimista |
|          | 1659-60  | o/t                  | 59,5×48,5 cm | Roma            | Galleria nazionale d'arte antica di Palazzo Barberini |                                      |
|          | 1670 ca. | o/t                  | 72,5×57,5 cm | Firenze         | Galleria degli Uffizi                                 |                                      |
|          | 1682-83  | miniatura su cartone | 8×6,4 cm     | Stamford        | Burghley House                                        |                                      |
|          | 1688 ca. | o/t                  | 46,8×35,3 cm | Stoccarda       | Staatsgalerie                                         |                                      |
|          | 1688 ca. | o/t                  | 85×75 cm     | Madrid          | collezione Duquensa de Cardona                        |                                      |
|          | 1692 ca. | o/t                  | 66×49 cm     | Napoli          | Quadreria del Pio Monte della Misericordia            |                                      |
|          | 1702 ca. | o/t                  | 75,5×63 cm   | Firenze         | Galleria degli Uffizi                                 |                                      |

## Serie deiFilosofi
| Immagine | Titolo                                         | Anno     | Tecnica | Dimensioni   | Città e nazione                | Collocazione                                          |
| -------- | ---------------------------------------------- | -------- | ------- | ------------ | ------------------------------ | ----------------------------------------------------- |
|          | Morte di Seneca                                | 1650-53  | o/t     | 259×241 cm   | Monaco di Baviera              | Alte Pinakothek                                       |
|          | Eraclito                                       | 1650-53  | o/t     | 132×94 cm    | Brescia                        | Pinacoteca civica Tosio Martinengo                    |
|          | Eraclito (replica del dipinto di Brescia)      | 1650-53  | o/t     | 125×98 cm    | Venezia                        | Pinacoteca della Fondazione Querini Stampalia         |
|          | Filosofo                                       | 1650-53  | o/t     | 125×98 cm    | Venezia                        | Pinacoteca della Fondazione Querini Stampalia         |
|          | Filosofo                                       | 1650-53  | o/t     | 125×98 cm    | Padova (?)                     | collezione privata                                    |
|          | Filosofo (o Musico)                            | 1650-53  | o/t     | 128×102 cm   | Amiens                         | Musee de Picardie                                     |
|          | Chilone                                        | 1650-53  | o/t     | 115×93 cm    | Besançon                       | Musee des Beaux-Arts                                  |
|          | Euclide                                        | 1650-53  | o/t     | 113×97 cm    | Berlino                        | Staatliche Museen                                     |
|          | Archimede                                      | 1650-53  | o/t     | 121×99 cm    | Berlino                        | Staatliche Museen                                     |
|          | Pittaco (?)                                    | 1650-53  | o/t     | 111×93,5 cm  | Amburgo                        | Kunsthalle                                            |
|          | Pittaco (?)                                    | 1650-53  | o/t     | 99×90 cm     | Riverdale-on-Hudson (New York) | Stanley Moss collection                               |
|          | Filosofo                                       | 1650-53  | o/t     | 131×103 cm   | Monaco di Baviera              | Alte Pinakothek                                       |
|          | Filosofo                                       | 1650-53  | o/t     | 131×103,5 cm | Monaco di Baviera              | Alte Pinakothek                                       |
|          | Filosofo                                       | 1650-53  | o/t     | 119×98 cm    | Vienna                         | Kunsthistorisches Museum                              |
|          | Suicidio di Catone Uticense                    | 1650-53  | o/t     | 127×100 cm   | Le Havre                       | Musee des Beaux-Arts                                  |
|          | Astronomo                                      | 1650-53  | o/t     | 116×96 cm    | Chambery                       | Musee des Beaux Arts                                  |
|          | Democrito                                      | 1650-53  | o/t     | 133×98 cm    | Brescia                        | Pinacoteca civica Tosio Martinengo                    |
|          | Democrito                                      | 1650-53  | o/t     | 125×98 cm    | Padova (?)                     | collezione privata                                    |
|          | Carneade con la testa di Panisco               | 1660 ca. | o/t     | 127×102 cm   | Riverdale-on-Hudson (New York) | Stanley Moss collection                               |
|          | Il Gusto (?)                                   | 1660 ca. | o/t     | 124×102 cm   | Vienna                         | Kunsthistorisches Museum                              |
|          | Filosofo                                       | 1660 ca. | o/t     | 104×89 cm    | Buenos Aires                   | Museo Nacional de Bellas Artes                        |
|          | Cratete                                        | 1660 ca. | o/t     | 113×90 cm    | Roma                           | Galleria nazionale d'arte antica di Palazzo Barberini |
|          | Filosofo con compasso e occhiali sull'orecchio | 1659-60  | o/t     | 128×102 cm   | Parigi                         | Museo del Louvre                                      |
|          | Filosofo con gli occhiali                      | 1659-60  | o/t     | 128×102 cm   | Parigi                         | Museo del Louvre                                      |
|          | Filosofo con la borraccia                      | 1659-60  | o/t     | 128×102 cm   | Parigi                         | Museo del Louvre                                      |
|          | Filosofo con libro e cartiglio                 | 1659-60  | o/t     | 128×102 cm   | Parigi                         | Museo del Louvre                                      |
|          | Santippe versa l'acqua nel collo di Socrate    | 1660-65  | o/t     | 132×105 cm   | Marano di Castenaso            | collezione Molinari                                   |
|          | Archita                                        | 1660-65  | o/t     | ?            | Richmond                       | Virginia Museum of Fine Arts                          |
|          | Morte di Seneca                                | 1659-60  | o/t     | 85,3×120 cm  | Aschaffenburg                  | Galleria                                              |
|          | Morte di Seneca                                | 1660 ca. | o/t     | 275×312,5 cm | Ponce                          | Museo de Arte Fundaciòn L.A. Ferré                    |
|          | Morte di Seneca                                | 1682-83  | o/t     | 251×322 cm   | Stamford                       | Burghley House collection                             |
|          | Morte di Seneca                                | 1683 ca. | o/t     | 254×308 cm   | Madrid                         | Palazzo Reale                                         |
|          | Seneca morente                                 | 1684-85  | o/t     | 154×190 cm   | Parigi                         | Museo del Louvre                                      |
|          | Seneca morente                                 | 1699 ca. | o/t     | 150×227 cm   | Dresda                         | Gemaldegalerie                                        |

## Dipinti su temi mitologici, leggendari e allegorici
| Immagine | Titolo                                                         | Anno     | Tecnica | Dimensioni              | Città e nazione                | Collocazione                                                             |
| -------- | -------------------------------------------------------------- | -------- | ------- | ----------------------- | ------------------------------ | ------------------------------------------------------------------------ |
|          | Prometeo                                                       | 1650-60  | o/t     | 186,7×160,0 cm          | Varsavia                       | Museo Nazionale                                                          |
|          | Allegoria della Pace                                           | 1660 ca. | o/t     | 226×303 cm              | Genova                         | Galleria Nazionale di Palazzo Spinola                                    |
|          | Venere, Marte e la fucina di Vulcano                           | 1658-60  | o/t     | 123×147 cm              | Londra                         | collezione Denis Mahon                                                   |
|          | La fucina di Vulcano                                           | 1658-60  | o/t     | 192,5×151,5 cm          | San Pietroburgo                | Museo dell'Ermitage                                                      |
|          | Strage di Niobidi                                              | 1658-60  | o/t     | 104×345 cm              | Memphis                        | Brooks Memorial Art Gallery                                              |
|          | Uccisione di Medusa                                            | 1658-60  | o/t     | 104×345 cm              | Memphis                        | Brooks Memorial Art Gallery                                              |
|          | Ritorno di Persefone                                           | 1660 ca. | o/t     | 174×314 cm              | Chalon-sur-Saône               | Musée Vivant Denon                                                       |
|          | Ratto di Deianira                                              | 1655-60  | o/t     | 121×178 cm              | Palermo                        | Galleria regionale di Palazzo Abatellis                                  |
|          | Nettuno insegue una nifa                                       | 1655-60  | o/t     | 128×181 cm              | Agrigento                      | Museo civico (in deposito dalla Galleria regionale di Palazzo Abatellis) |
|          | Circe e Pico                                                   | 1655-60  | o/t     | 98×128 cm               | Braunschweig                   | Herzog Anton Ulrich-Museum                                               |
|          | Esculapio riceve i messi romani                                | 1655-60  | o/t     | 98×128 cm               | Braunschweig                   | Herzog Anton Ulrich-Museum                                               |
|          | Ratto di Elena                                                 | 1655-60  | o/t     | 139×249 cm              | Caen                           | Musée des Beaux-Arts                                                     |
|          | Ratto di Elena                                                 | 1655-60  | o/t     | 254×310 cm              | Napoli                         | Gallerie d'Italia di Napoli                                              |
|          | Apollo e Marsia                                                | 1659-60  | o/t     | 206×256 cm              | Napoli                         | Museo di Capodimonte                                                     |
|          | Apollo e Marsia                                                | 1659-60  | o/t     | 200,7×259,1 cm          | Napoli                         | collezione privata                                                       |
|          | Apollo e Marsia                                                | 1660 ca. | o/t     | 125×180 cm              | Napoli                         | collezione privata                                                       |
|          | Prometeo                                                       | 1660     | o/t     | 188×138 cm              | Budapest                       | Museo Nazionale                                                          |
|          | Lucrezia e Tarquinio                                           | 1663     | o/t     | 138×187 cm              | Napoli                         | Museo di Capodimonte                                                     |
|          | Lucrezia e Tarquinio                                           | 1663 ca. | o/t     | 135×185 cm              | Dresda                         | Gemaldegalerie                                                           |
|          | Venere, Cupido e satiro                                        | 1663 ca. | o/t     | 163×211 cm              | Napoli                         | Museo di Capodimonte                                                     |
|          | Venere dormiente con satiro                                    | 1663     | o/t     | 136×189,5 cm            | Napoli                         | Museo di Capodimonte                                                     |
|          | La gioventù tentata dai vizi                                   | 1664     | o/t     | 265×289 cm              | Francoforte                    | Stadelsches Kunstinstitut                                                |
|          | Baccanale                                                      | 1663-65  | o/t     | 139×126 cm              | Roma                           | Villa Albani                                                             |
|          | Baccanale                                                      | 1663-65  | o/t     | 139×126 cm              | Roma                           | Villa Albani                                                             |
|          | Perseo uccide medusa                                           | 1663-65  | o/t     | 50,5×64 cm              | Bombay                         | Prince of Wales Museum of Western India                                  |
|          | Venere, Adone e amorino                                        | 1663-65  | o/t     | 194×129 cm              | Budapest                       | Museo Nazionale                                                          |
|          | Ercole e Nesso                                                 | 1660-65  | o/t     | 248×287 cm              | Bucarest                       | Galleria Nazionale                                                       |
|          | Incontro tra Venere e Adone, con Cupido e Pan                  | 1665 ca. | o/t     | 205×155 cm              | Vancouver                      | Art Gallery                                                              |
|          | Prometeo                                                       | 1666     | o/t     | 124×99 cm               | Lubiana                        | Galleria Nazionale                                                       |
|          | Apollo e Marsia                                                | 1666-67  | o/t     | 194×152 cm              | Mosca                          | Puskin Museum                                                            |
|          | Marte, Venere e Cupido                                         | 1667-70  | o/t     | 110×156 cm              | Sarasota                       | Ringling Museum of Art                                                   |
|          | Leda e il cigno                                                | 1670 ca. | o/t     | 127×155,5 cm            | Napoli                         | Museo di Capodimonte                                                     |
|          | Giudizio di Paride                                             | 1670 ca. | o/t     | 230×181 cm              | Vienna                         | Gemaldegalerie                                                           |
|          | Marte, Venere e Vulcano                                        | 1670 ca. | o/t     | 230×181 cm              | Vienna                         | Gemaldegalerie                                                           |
|          | Marte e Venere                                                 | 1670 ca. | o/t     | 152×129 cm              | Napoli                         | Museo di Capodimonte                                                     |
|          | Marte e Venere                                                 | 1670 ca. | o/t     | 63×76 cm                | Parigi                         | Museo del Louvre                                                         |
|          | Trionfo di Galatea                                             | 1670 ca. | o/t     | 39×73 cm                | Bordeaux                       | Musée des Beaux-Arts                                                     |
|          | Suicidio di Lucrezia                                           | 1670 ca. | o/t     | 230×206 cm              | Oberschleißheim                | Castello di Schleißheim                                                  |
|          | Allegoria della Giustizia disarmata                            | 1670 ca. | o/t     | 168×286 cm              | Budapest                       | Museo Nazionale                                                          |
|          | Allegoria della Fede, Speranza e Carità                        | 1670-72  | o/t     | 180×180 cm              | Sarasota                       | Ringling Museum of Art                                                   |
|          | Allegoria della Magnanimità                                    | 1670-72  | o/t     | 180,3×180,3 cm          | Los Angeles                    | J. P. Getty Museum of Art                                                |
|          | Trionfo di Galatea                                             | 1675-77  | o/t     | 207×310 cm              | San Pietroburgo                | Museo dell'Ermitage                                                      |
|          | Trionfo di Galatea                                             | 1675-77  | o/t     | ?                       | Napoli                         | Museo civico Gaetano Filangieri di Palazzo Cuomo                         |
|          | Rinaldo e Armida                                               | 1672-75  | o/t     | ?                       | Lione                          | Musée des Beaux-Arts                                                     |
|          | Trionfo di Galatea con Aci trasformato in fonte                | 1675-77  | o/t     | 262×305 cm              | Firenze                        | Galleria degli Uffizi                                                    |
|          | Trionfo di Galatea con Aci trasformato in fronte               | 1675-77  | o/t     | 70,5×91,5 cm            | Worcester                      | Art Museum                                                               |
|          | Trionfo di Bacco e Arianna                                     | 1675-77  | o/t     | 302×582,5 cm            | Coventry                       | Herbert Art Gallery and Museum                                           |
|          | Ratto d'Europa                                                 | 1675 ca. | o/t     | 112,8×164,5 cm          | Leeds                          | City Art Gallery and Temple Newsam House                                 |
|          | Ercole e Onfale                                                | 1675 ca. | o/t     | 160×211 cm              | Napoli                         | Museo di Capodimonte                                                     |
|          | Polifemo e Galatea                                             | 1675-80  | o/t     | ?                       | Napoli                         | Museo di Capodimonte                                                     |
|          | Diana saetta Niobe                                             | 1675-80  | o/t     | ?                       | Napoli                         | Museo di Capodimonte                                                     |
|          | Diana ed Endimione                                             | 1675-80  | o/t     | 246×203 cm              | Verona                         | Museo di Castelvecchio                                                   |
|          | Bacco ed Arianna                                               | 1675-80  | o/t     | 246×203 cm              | Verona                         | Museo di Castelvecchio                                                   |
|          | Apollo e Marsia                                                | 1678 ca. | o/t     | 225×160,5 cm            | Firenze                        | Museo Bardini                                                            |
|          | Allegoria della reintegrazione di Messina alla Spagna          | 1678     | o/t     | 272×443 cm              | Madrid                         | Museo del Prado                                                          |
|          | Perseo con la testa di Medusa                                  | 1675-99  | o/t     | 225×307 cm              | Napoli                         | Museo di Capodimonte                                                     |
|          | Perseo combatte contro Fineo e i suoi compagni                 | 1680 ca. | o/t     | 285×366 cm              | Londra                         | National Gallery                                                         |
|          | Ratto delle sabine                                             | 1680 ca. | o/t     | 285×366 cm              | Genova                         | Galleria Nazionale di Palazzo Spinola                                    |
|          | Perseo combatte contro Fineo e i suoi compagni                 | 1680 ca. | o/t     | 363×375 cm              | Genova                         | Palazzo Reale                                                            |
|          | Olindo e Sofronia                                              | 1680 ca. | o/t     | 363×375 cm              | Genova                         | Palazzo Reale                                                            |
|          | Allegoria della Guerra                                         | 1680-87  | o/t     | 101×127 cm              | Amiens                         | Musée de Picardie                                                        |
|          | Allegoria della predicazione del verbo divino                  | 1682     | o/t     | 48×38,5 cm              | Riverdale-on-Hudson (New York) | Stanley Moss collection                                                  |
|          | Venere dona le armi ad Enea                                    | 1680-82  | o/t     | 225,1×202,2 cm          | Boston                         | Museum of Fine Arts                                                      |
|          | Lotta tra i centauri e i lapiti                                | 1682 ca. | o/t     | 255×390 cm              | San Pietroburgo                | Museo dell'Ermitage                                                      |
|          | Sogno di Bacco                                                 | 1682 ca. | o/t     | 246,5×329 cm            | San Pietroburgo                | Museo dell'Ermitage                                                      |
|          | Giudizio di Paride                                             | 1682 ca. | o/t     | 247×326 cm              | San Pietroburgo                | Museo dell'Ermitage                                                      |
|          | La Storia scrive gli annali sul Tempo                          | 1682     | o/t     | 121,5×175 cm            | Brest                          | Musée des Beaux Arts                                                     |
|          | Galatea (o Trionfo di Teti)                                    | 1682 ca. | o/t     | 51×66 cm                | Firenze                        | Gallerie di Palazzo Pitti                                                |
|          | Ratto di Deianira                                              | 1682 ca. | o/t     | 51×66 cm                | Firenze                        | Gallerie di Palazzo Pitti                                                |
|          | Ratto d'Europa                                                 | 1682-83  | o/t     | 251×322 cm              | Stamford                       | Burghley House collection                                                |
|          | Diana e Atteone                                                | 1682-83  | o/t     | 185×231,5 cm            | Stamford                       | Burghley House collection                                                |
|          | Venere, satiro e amorini                                       | 1682-83  | o/t     | ?                       | Stamford                       | Burghley House collection                                                |
|          | Ratto di Deianira                                              | 1682-83  | o/t     | 50×64,4 cm              | Stamford                       | Burghley House collection                                                |
|          | Marco Curzio che si getta nella voragine                       | 1682-83  | o/t     | 172,5×232 cm            | Stamford                       | Burghley House collection                                                |
|          | Marco Curzio che si getta nella voragine                       | 1682-83  | o/t     | 51×66,5 cm              | Stamford                       | Burghley House collection                                                |
|          | Olindo e Sofronia                                              | 1682-83  | o/t     | 49,5×63 cm              | Stamford                       | Burghley House collection                                                |
|          | Aci e Galatea                                                  | 1682 ca. | o/t     | 213,5×249 cm            | Chatsworth                     | Devonshire collection                                                    |
|          | Venere e Cupido                                                | 1682 ca. | o/t     | 119,4×172,7 cm          | Chatsworth                     | Devonshire collection                                                    |
|          | Giudizio di Paride                                             | 1682 ca. | o/t     | 179×252 cm              | Vicenza                        | Pinacoteca civica                                                        |
|          | Bacco ed Arianna                                               | 1682 ca. | o/t     | 263×180 cm              | Dresda                         | Gemaldegalerie                                                           |
|          | Trionfo di Bacco                                               | 1682 ca. | o/t     | 254×422 cm              | Kedleston Hall                 | collezione Lord Scarsdale                                                |
|          | Marco Curzio si getta nella voragine                           | 1682 ca. | o/t     | 175,9×234,9 cm          | Roby Castle                    | collezione Lord Bernard                                                  |
|          | Marco Curzio si getta nella voragine                           | 1682 ca. | o/t     | 180×237 cm              | Londra                         | Walpole Gallery                                                          |
|          | Allegoria della pacificazione tra fiorentini e fiesolani       | 1682 ca. | o/t     | 340×222 cm              | Firenze                        | Gallerie di Palazzo Pitti                                                |
|          | Sacrificio di Marco Curzio                                     | 1683 ca. | o/t     | 252×307 cm              | Madrid                         | Palazzo Reale                                                            |
|          | Ercole e Onfale                                                | 1683-84  | o/t     | 234×334 cm              | Londra                         | Hazlitt Gallery                                                          |
|          | Marco Curzio si getta nella voragine                           | 1684-85  | o/t     | 290×355 cm              | Barcellona                     | Università                                                               |
|          | Ercole e le cavalle di Diomede                                 | 1685 ca. | o/t     | 208×353 cm              | Villabella                     | collezione privata                                                       |
|          | Trionfo di Nettuno                                             | 1685 ca. | o/t     | 187×242 cm              | Seattle                        | Art Museum                                                               |
|          | Giudizio di Paride                                             | 1685 ca. | o/t     | 188×215 cm              | Roma                           | Galleria Pallavicini                                                     |
|          | Minerva protettrice delle Arti e delle Scienze                 | 1682-85  | o/t     | 77×87 cm                | Londra                         | collezione Denis Mahon                                                   |
|          | Minerva protettrice delle Arti e delle Scienze                 | 1682-85  | o/t     | 66×81 cm                | Londra                         | Hazlitt Gallery                                                          |
|          | Allegoria della Fortezza                                       | 1682-85  | o/t     | 84,5×99 cm              | Londra                         | collezione Denis Mahon                                                   |
|          | Allegoria della Prudenza                                       | 1682-85  | o/t     | 99,5×94,5 cm            | Londra                         | collezione Denis Mahon                                                   |
|          | Allegoria della Temperanza                                     | 1682-85  | o/t     | 96,4×101,5 cm           | Londra                         | collezione Denis Mahon                                                   |
|          | Allegoria della Giustizia                                      | 1682-85  | o/t     | 99×99,5 cm              | Londra                         | collezione Denis Mahon                                                   |
|          | La barca di Caronte e il ritratto di Proserpina                | 1682-85  | o/t     | 121×193 cm              | Londra                         | collezione Denis Mahon                                                   |
|          | Allegoria dell'Agricoltura                                     | 1682-85  | o/t     | 121×192,5 cm            | Londra                         | collezione Denis Mahon                                                   |
|          | Glorificazione della dinastia medicea                          | 1682-85  | o/t     | 138,5×65 cm             | Londra                         | collezione Denis Mahon                                                   |
|          | Antro dell'eternità                                            | 1682-85  | o/t     | 73×87 cm                | Londra                         | collezione Denis Mahon                                                   |
|          | Antro dell'eternità                                            | 1682-85  | o/t     | 67×81 cm                | Manchester                     | City Art Gallery                                                         |
|          | Allegoria della Sapienza Divina                                | 1685     | o/t     | 139×65 cm               | Londra                         | collezione Denis Mahon                                                   |
|          | Enea reso immortale da Venere                                  | 1685     | o/t     | 258×314 cm              | Vicenza                        | Pinacoteca Civica                                                        |
|          | Enea sconfigge Turno                                           | 1685     | o/t     | 176×236 cm              | Firenze                        | Galleria Corsini                                                         |
|          | Enea sconfigge Turno                                           | 1685 ca. | o/t     | 250×305 cm              | Oberschleißheim                | Castello di Schleißheim                                                  |
|          | Enea confortato dalle ninfe                                    | 1685 ca. | o/t     | 249×322 cm              | Oberschleißheim                | Castello di Schleißheim                                                  |
|          | Ratto d'Europa                                                 | 1685 ca. | o/t     | 250×322 cm              | Oberschleißheim                | Castello di Schleißheim                                                  |
|          | Bacco e Arianna                                                | 1685 ca. | o/t     | 122×175 cm              | Norfolk                        | Chrysler Museum                                                          |
|          | Apollo sul carro del sole                                      | 1685 ca. | o/t     | 118,5×176,5 cm          | Boston                         | Museum of Fine Arts                                                      |
|          | Allegoria dell'Aurora                                          | 1685 ca. | o/t     | 85×92 cm                | Bloomington                    | Indiana University Art Museum                                            |
|          | Strage dei Niobidi                                             | 1685 ca. | o/t     | 173×260 cm              | New York                       | Manhattan College                                                        |
|          | Morte di Lucrezia                                              | 1685 ca. | o/t     | 188×214 cm              | Roma                           | Galleria Pallavicini                                                     |
|          | Giuramento di Bruto contro i Tarquini per la morte di Lucrezia | 1685 ca. | o/t     | 190×187 cm              | Firenze                        | Casa Martelli                                                            |
|          | Battaglia tra centauri e lapiti                                | 1685 ca. | o/t     | ?                       | Whitby                         | Mulgrave Castle                                                          |
|          | Pan e siringa                                                  | 1685 ca. | o/t     | 248×322 cm              | Londra                         | Walpole Gallery                                                          |
|          | Ratto di Europa                                                | 1686 ca. | o/t     | 227×193 cm              | Hartford                       | The Wadsworth Atheneum                                                   |
|          | Ratto di Elena                                                 | 1686 ca. | o/t     | 220×181 cm              | Hartford                       | The Wadsworth Atheneum                                                   |
|          | Enea sconfigge Turno                                           | 1688     | o/t     | 222×180 cm              | Gerona                         | Museo Provinciale                                                        |
|          | Caccia di Diana                                                | 1688 ca. | o/t     | 117×137 cm              | Parigi                         | Museo del Louvre                                                         |
|          | Africa, America, Asia, Europa                                  | 1687-89  | o/t     | 116×135 cm ciascuno     | Zarzuela                       | Palazzo                                                                  |
|          | Africa, America, Asia, Europa                                  | 1687-89  | o/t     | 120×174 cm ca. ciascuno | Caserta                        | Reggia (in deposito dal Museo nazionale di San Martino di Napoli)        |
|          | Latona trasforma i contadini in rane                           | 1687-89  | o/t     | 116×170 cm              | Roma                           | Palazzo di Montecitorio                                                  |
|          | Apollo e Dafne                                                 | 1687-89  | o/t     | 118×138 cm              | El Escorial                    | Casita del Principe                                                      |
|          | Caduta di Fetonte                                              | 1687-89  | o/t     | 115×136 cm              | El Escorial                    | Casita del Principe                                                      |
|          | Ratto di Proserpina                                            | 1687-89  | o/t     | 136×155 cm              | El Escorial                    | Casita del Principe                                                      |
|          | Apollo e Diana uccidono i Niobidi                              | 1687-89  | o/t     | 117×135 cm              | L'Aja                          | ambasciata spagnola                                                      |
|          | Il carro dell'Aurora                                           | 1687-89  | o/t     | 117×135 cm              | L'Aja                          | ambasciata spagnola                                                      |
|          | Apollo e Marsia                                                | 1687-89  | o/t     | 117×135 cm              | L'Aja                          | ambasciata spagnola                                                      |
|          | Caduta di Icaro                                                | 1687-89  | o/t     | 117×135 cm              | L'Aja                          | ambasciata spagnola                                                      |
|          | Andromeda e Perseo                                             | 1687-89  | o/t     | 114×136 cm              | Parigi                         | ambasciata spagnola                                                      |
|          | Battaglia delle amazzoni                                       | 1687-89  | o/t     | 115×172 cm              | Aranjuez                       | Palazzo Reale                                                            |
|          | Ratto delle Sabine                                             | 1687-89  | o/t     | 117×137 cm              | El Escorial                    | Casita del Principe                                                      |
|          | Ratto delle Sabine                                             | 1687-89  | o/t     | 118×172 cm              | Caserta                        | Reggia                                                                   |
|          | Semiramide a Babilonia                                         | 1687-89  | o/t     | 117×137 cm              | El Escorial                    | Casita del Principe                                                      |
|          | Battaglia delle amazzoni                                       | 1687-89  | o/t     | 118×159 cm              | Rohrau                         | Galleria Harrach                                                         |
|          | Semiramide a Babilonia                                         | 1687-89  | o/t     | 118×159 cm              | Rohrau                         | Galleria Harrach                                                         |
|          | Battaglia delle Amazzoni                                       | 1687-89  | ?       | 118×170 cm              | Napoli                         | Palazzo Reale                                                            |
|          | Orazio Coclite                                                 | 1687-89  | ?       | 119×171 cm              | Napoli                         | Palazzo Reale                                                            |
|          | Semiramide a Babilonia                                         | 1687-89  | ?       | 120×175 cm              | Napoli                         | Palazzo Reale                                                            |
|          | Cerere                                                         | 1690-92  | o/t     | 144×102 cm              | Verona                         | Museo di Castelvecchio                                                   |
|          | Minerva caccia i giganti                                       | 1692 ca. | o/t     | 221×258 cm              | Toronto                        | Art Gallery of Ontario                                                   |
|          | Pan e Siringa                                                  | 1692 ca. | o/t     | ?                       | Petrignano                     | raccolte comunali                                                        |
|          | Apollo e Marsia                                                | 1695 ca. | o/t     | 209×198 cm              | El Escorial                    | Palazzo dei Borboni                                                      |
|          | Minerva e Aracne                                               | 1695 ca. | o/t     | 209×198 cm              | El Escorial                    | Palazzo dei Borboni                                                      |
|          | Ratto di Elena                                                 | 1697 ca. | o/t     | ?                       | Madrid                         | Palazzo Reale di El Pardo                                                |
|          | Parnaso                                                        | 1697 ca. | o/t     | 175×345 cm              | Aranjuez                       | Palazzo Reale                                                            |
|          | Orfeo nella selva                                              | 1697 ca. | o/t     | 175×352 cm              | Aranjuez                       | Palazzo Reale                                                            |
|          | La Parche                                                      | 1697 ca. | o/t     | 175×62 cm               | Aranjuez                       | Palazzo Reale                                                            |
|          | Polifemo con Aci e Galatea                                     | 1697 ca. | o/t     | ?                       | Aranjuez                       | Palazzo Reale                                                            |
|          | Apollo e le muse                                               | 1697 ca. | o/t     | 175×96 cm               | Aranjuez                       | Palazzo Reale                                                            |
|          | Giove e Leda                                                   | 1697 ca. | o/t     | 176×68 cm               | Aranjuez                       | Palazzo Reale                                                            |
|          | Allegoria del lavoro umano                                     | 1697 ca. | o/t     | 175×353 cm              | Aranjuez                       | Palazzo Reale                                                            |
|          | Flora                                                          | 1697 ca. | o/t     | 173×69 cm               | Madrid                         | Casita del Príncipe del Pardo                                            |
|          | Orfeo e le baccanti                                            | 1697 ca. | o/t     | 175×60 cm               | Madrid                         | Casita del Principe del Pardo                                            |
|          | Euridice rapita                                                | 1697 ca. | o/t     | 176×67 cm               | Madrid                         | Casita del Principe del Pardo                                            |
|          | Euridice punta dal serpe                                       | 1697 ca. | o/t     | 170×69 cm               | Madrid                         | Casita del Principe del Pardo                                            |
|          | Flora                                                          | 1697 ca. | o/t     | 169 × 109 cm            | Madrid                         | Ministerio Asuntos Exteriores                                            |
|          | Allegoria della Pace                                           | 1697 ca. | o/t     | 175×195 cm              | Aranjuez                       | Palazzo Reale                                                            |
|          | Il Vento                                                       | 1697 ca. | o/t     | 177×46 cm               | Aranjuez                       | Palazzo Reale                                                            |
|          | Tancredi battezza Clorinda                                     | 1697 ca. | o/t     | 223×97 cm               | Barcellona                     | Università, aula magna                                                   |
|          | Rinaldo e Armida                                               | 1697 ca. | o/t     | 220×125 cm              | Oviedo                         | Museo de Bellas Artes de Asturias                                        |
|          | Perseo e Andromeda                                             | 1697 ca. | o/t     | 223×107 cm              | Barcellona                     | Università                                                               |
|          | Orfeo e le baccanti                                            | 1697 ca. | o/t     | 175×133 cm              | El Pardo                       | Palazzo Reale                                                            |
|          | Orfeo battuto dalle menadi                                     | 1697 ca. | o/t     | 74×58 cm                | Perpignano                     | Musée H. Rigaud                                                          |
|          | Perseo vincitore di Medusa                                     | 1697 ca. | o/t     | 223×91 cm               | Madrid                         | Museo del Prado                                                          |
|          | Ercole sulla pira                                              | 1697 ca. | o/t     | 224×91 cm               | Madrid                         | Museo del Prado                                                          |
|          | Ercole e il toro                                               | 1697 ca. | o/t     | 223×89,5 cm             | Palma                          | Almudaina                                                                |
|          | Ercole e Nesso                                                 | 1697 ca. | o/t     | 220×100 cm              | Madrid                         | Palazzo Reale                                                            |
|          | Morte del centuaro Nesso                                       | 1697 ca. | o/t     | 114×79 cm               | Madrid                         | Museo del Prado                                                          |
|          | Ercole sulla pira                                              | 1697 ca. | o/t     | 125×80 cm               | El Escorial                    | Casita del Principe                                                      |
|          | Cefalo e Procris                                               | 1697 ca. | o/t     | 112×78 cm               | El Escorial                    | Casita del Principe                                                      |
|          | Deucalione e Pirra                                             | 1697 ca. | o/t     | 80×92 cm                | Aranjuez                       | Palazzo Reale                                                            |
|          | Psiche venerata dai parenti                                    | 1698 ca. | o/rame  | 57,5×68,9 cm            | Hampton Court                  | collezione reale                                                         |
|          | I genitori di Psiche sacrificano ad Apollo                     | 1698 ca. | o/rame  | 56,2×69,2 cm            | Hampton Court                  | collezione reale                                                         |
|          | Psiche esposta                                                 | 1698 ca. | o/rame  | 57,2×68,3 cm            | Hampton Court                  | collezione reale                                                         |
|          | Psiche si avvia al palazzo di Cupido                           | 1698 ca. | o/rame  | 57,2×68,9 cm            | Hampton Court                  | collezione reale                                                         |
|          | Psiche festeggiata                                             | 1698 ca. | o/rame  | 57,8×68,9 cm            | Hampton Court                  | collezione reale                                                         |
|          | Cupido visita Psiche dormiente                                 | 1698 ca. | o/rame  | 54,9×69,2 cm            | Hampton Court                  | collezione reale                                                         |
|          | Psiche visitata dalle sorelle                                  | 1698 ca. | o/rame  | 58,1×68,9 cm            | Hampton Court                  | collezione reale                                                         |
|          | Le sorelle danno a Psiche lampada e spada                      | 1698 ca. | o/rame  | 57,9×69,9 cm            | Hampton Court                  | collezione reale                                                         |
|          | Cupido scoperto da Psiche                                      | 1698 ca. | o/rame  | 57,2×68,6 cm            | Hampton Court                  | collezione reale                                                         |
|          | Psiche abbandonata da Cupido                                   | 1698 ca. | o/rame  | 57,3×69,2 cm            | Hampton Court                  | collezione reale                                                         |
|          | Venere informata dello stato di Cupido                         | 1698 ca. | o/rame  | 57,2×68,9 cm            | Hampton Court                  | collezione reale                                                         |
|          | Venere rimprovera Cupido                                       | 1698 ca. | o/rame  | 57,2×70,2 cm            | Hampton Court                  | collezione reale                                                         |
|          | Allegoria del buon governo                                     | 1702 ca. | o/t     | 55×40 cm                | Krasnodar                      | Museo                                                                    |
|          | Fuga di Enea da Troia                                          | 1700 ca. | o/t     | 279×125 cm              | Madrid                         | Museo del Prado                                                          |

## Dipinti su temi religiosi
| Immagine | Titolo | Anno      | Tecnica        | Dimensioni               | Città e nazione             | Collocazione                                                                             |
| -------- | --- | --------- | -------------- | ------------------------ | --------------------------- | ---------------------------------------------------------------------------------------- |
|          | Sant'Onofrio orante | 1650-53   | o/t            | 300×260 cm               | Napoli                      | Basilica di San Francesco di Paola                                                       |
|          | Deposizione di Cristo | 1650-53   | o/t            | 200×282 cm               | Oldenburg                   | Germangallerie                                                                           |
|          | Deposizione di Cristo | 1650-53   | o/t            | 186×294 cm               | Bologna                     | Pinacoteca nazionale                                                                     |
|          | Abramo scaccia Agar | 1650-53   | o/t            | 149,5×233 cm             | Dresda                      | Gemaldegalerie                                                                           |
|          | Lot con le figlie | 1650-53   | o/t            | 152×204 cm               | Dresda                      | Gemaldegalerie                                                                           |
|          | San Sebastiano curato da sant'Irene | 1650-53   | o/t            | 202×132 cm               | Dresda                      | Gemaldegalerie                                                                           |
|          | San Sebastiano curato da sant'Irene | 1650-53   | o/t            | 152×127 cm               | Dublino                     | National Gallery of Ireland                                                              |
|          | San Sebastiano curato da sant'Irene | 1650-53   | o/t            | 154×130 cm               | Pitiers                     | Musee des Beaux-Arts                                                                     |
|          | San Sebastiano legato | 1650-53   | o/t            | 111×92 cm                | Lucca                       | Palazzo Mansi                                                                            |
|          | San Luca ritrae la Vergine | 1650-54   | o/t            | 273,7×189 cm             | Ponce                       | Museo de Arte Gundacon L.A. Ferrè                                                        |
|          | San Luca ritrae la Vergine | 1650-54   | o/t            | 233×188,5 cm             | Lione                       | Musee des Beaux-Arts                                                                     |
|          | Estasi di san Francesco d'Assisi | 1650-53   | o/t            | 173,5×228 cm             | Lisbona                     | Museu Nacional de Arte Antigua                                                           |
|          | Sant'Antonio da Padova con il Bambino | 1650-53   | o/t            | ?                        | Roma                        | Chiesa di Cristo Re                                                                      |
|          | Sant'Antonio da Padova con il Bambino | 1650-53   | o/t            | 257×212 cm               | Roma                        | Galleria nazionale d'arte antica di Palazzo Corsini                                      |
|          | Crocifissione | 1650-53   | o/t            | 157×117 cm               | Genova                      | Palazzo Reale                                                                            |
|          | Isacco benedice Giacobbe | 1650-53   | o/t            | 140×185 cm               | Rohrau                      | Galleria Harrach                                                                         |
|          | Sant'Andrea deposto dalla Croce | 1650-54   | o/t            | 172×227 cm               | Pedrengo                    | Nuova chiesa parrocchiale di Sant'Evasio                                                 |
|          | Martirio di san Bartolomeo | 1650-54   | o/t            | 172×227 cm               | Pedrengo                    | Nuova chiesa parrocchiale di Sant'Evasio                                                 |
|          | Martirio di san Pietro | 1650-54   | o/t            | 172×227 cm               | Pedrengo                    | Nuova chiesa parrocchiale di Sant'Evasio                                                 |
|          | Lapidazione di san Paolo | 1650-54   | o/t            | 172×227 cm               | Pedrengo                    | Nuova chiesa parrocchiale di Sant'Evasio                                                 |
|          | San Girolamo | 1650-53   | o/t            | ?                        | Asolo                       | Pinacoteca civica                                                                        |
|          | Disputa di teologi | 1650-53   | o/t            | 122×77 cm                | Bordeaux                    | Musee des Beaux-Arts                                                                     |
|          | Disputa di filosofi | 1650-53   | o/t            | 120×175 cm               | Bordeaux                    | Musee des Beaux-Arts                                                                     |
|          | San Paolo eremita | 1650-53   | o/t            | 76,5×62,5 cm             | Dresda                      | Gemaldegalerie                                                                           |
|          | San Girolamo | 1650-53   | o/t            | 77×63 cm                 | Dresda                      | Gemaldegalerie                                                                           |
|          | Cristo innanzi a Pilato | 1653 ca.  | o/t            | 45×69,3 cm               | Filadelfia                  | Museum of Art                                                                            |
|          | Ecce Homo | 1653 ca.  | o/tav.         | 45,1×69,7 cm             | Baltimora                   | Walters Art Gallery                                                                      |
|          | Susanna tratta in giudizio | 1654 ca.  | o/t            | 47×67 cm                 | Mosca                       | Museo Puskin                                                                             |
|          | Flagellazione di Cristo | 1655 ca.  | o/t            | 105,6×184,8 cm           | Napoli                      | Museo di San Martino                                                                     |
|          | La Flagellazione |           | o/t            | 118 x 108 cm             | Milano                      | Collezione privata                                                                       |
|          | Traditio clavium | 1654      | o/t            | 387×243 cm               | Napoli                      | Chiesa di San Pietro ad Aram                                                             |
|          | Incontro dei santi Pietro e Paolo condotti al martirio | 1654      | o/t            | 387×243 cm               | Napoli                      | Chiesa di San Pietro ad Aram                                                             |
|          | San Nicola di Bari salva il fanciullo coppiere | 1655      | o/t            | 400×220 cm               | Napoli                      | Chiesa di Santa Brigida                                                                  |
|          | San Nicola di Bari salva il fanciullo coppiere | 1655      | o/t            | 178×95 cm                | Benevento                   | Museo del Sannio (in deposito dal Museo di Capodimonte)                                  |
|          | Buon samaritano | 1655-1657 | o/t            | 139,7×195,6 cm           | Napoli                      | Museo di Capodimonte                                                                     |
|          | San Michele Arcangelo sconfigge gli angeli ribelli | 1657      | o/t            | 375×280 cm               | Napoli                      | Chiesa dell'Ascensione a Chiaia                                                          |
|          | Sant'Anna e la Vergine | 1657      | o/t            | ?                        | Napoli                      | Chiesa dell'Ascensione a Chiaia                                                          |
|          | Madonna del Rosario | 1657      | o/t            | 253×192 cm               | Napoli                      | Museo di Capodimonte (in precedenza nella chiesa di Santa Maria della Solitaria)         |
|          | Sant'Agostino e santa Monica | 1657      | o/t            | 238×196 cm               | Madrid                      | Monastero de la Encarnaciòn                                                              |
|          | Santa Lucia condotta al martirio | 1657      | o/t            | 118 x 147 cm             | Milano                      | Collezione privata                                                                       |
|          | San Nicola in gloria | 1658      | o/t            | 310×220 cm               | Napoli                      | Museo civico di Castel Nuovo (in deposito dalla chiesa di San Nicola a Nilo)             |
|          | Estasi di san Nicola da Tolentino | 1658      | o/t            | 350×230 cm               | Napoli                      | Museo di Capodimonte (in deposito dalla chiesa di Sant'Agostino degli Scalzi)            |
|          | Elemosina di san Tommaso da Villanova | 1658      | o/t            | 350×230 cm               | Napoli                      | Museo di Capodimonte (in deposito dalla chiesa di Sant'Agostino degli Scalzi)            |
|          | Elemosina di san Tommaso da Villanova | 1658      | o/t            | ?                        | Trezzo sull'Adda            | Quadreria Crivelli                                                                       |
|          | Strage degli innocenti | 1658      | o/t            | 190×381 cm               | Monaco di Baviera           | Alte Pinakothek                                                                          |
|          | Santa Lucia condotta al martirio | 1659      | o/t            | 142×191 cm               | Napoli                      | Museo di Capodimonte                                                                     |
|          | Cristo tra i dottori | 1658-59   | o/t            | 221×302 cm               | Roma                        | Galleria nazionale d'arte antica di Palazzo Corsini                                      |
|          | Circoncisione | 1657-60   | o/t            | 167×232 cm               | Bucarest                    | Galleria nazionale                                                                       |
|          | Vocazione dei santi Pietro e Andrea | 1659-60   | o/t            | 159×124 cm               | Napoli                      | certosa di San Martino                                                                   |
|          | Vocazione di san Matteo | 1659-60   | o/t            | 159×124 cm               | Napoli                      | certosa di San Martino                                                                   |
|          | Banchetto di Erode | 1659-60   | o/t            | 79×105 cm                | Napoli                      | Museo nazionale di San Martino                                                           |
|          | Nozze di Cana | 1659-60   | o/t            | 80,5×101,9 cm            | Napoli                      | Museo nazionale di San Martino                                                           |
|          | Comunione degli apostoli | 1659-60   | o/t            | ?                        | Sessa Aurunca               | Duomo                                                                                    |
|          | Ultima cena | 1659-60   | o/t            | 46,9×59 cm               | York                        | City Art Gallery                                                                         |
|          | Ultima cena |           | o/t            | 73 x 60 cm               | Milano                      | Collezione privata                                                                       |
|          | Comunione degli apostoli | 1659-60   | o/t            | 47×63,5 cm               | Roma                        | Galleria Pallavicini                                                                     |
|          | Comunione degli apostoli | 1659-60   | o/t            | 126×180 cm               | Varsavia                    | Museo Nazionale                                                                          |
|          | Cristo e l'adultera | 1657-60   | o/t            | 158×284 cm               | Napoli                      | collezione privata                                                                       |
|          | Cristo e l'adultera (copia del dipinto precedente) | 1657-60   | o/t            | 158×284 cm               | Napoli                      | Chiesa del Pio Monte della Misericordia                                                  |
|          | Cristo e l'adultera | 1657-60   | o/t            | 176×255,5 cm             | Brema                       | Kunsthalle                                                                               |
|          | Cristo e l'adultera | 1657-60   | o/t            | 103×75 cm                | Reggio Calabria             | Museo Nazionale                                                                          |
|          | Bacio di Giuda | 1655-60   | o/rame         | 43×66 cm                 | Madrid                      | Museo del Prado                                                                          |
|          | Cristo innanzi a Pilato | 1655-60   | o/rame         | 43×66 cm                 | Madrid                      | Museo del Prado                                                                          |
|          | Deposizione di Cristo nel sepolcro | 1660 ca.  | o/t            | 211×160 cm               | Detroit                     | Institute of Arts                                                                        |
|          | Cristo coronato di spine | 1660 ca.  | o/t            | 180×180 cm               | Parigi                      | Chiesa di Notre-Dame de Grace de Passy                                                   |
|          | Crocifissione di sant'Andrea | 1660 ca.  | o/t            | 144,5×195,6 cm           | Ottawa                      | National Gallery of Canada                                                               |
|          | Cristo scaccia i mercanti dal tempio | 1660 ca.  | o/t            | 218,4×300,7 cm           | Greenville                  | Bob Jones University Museum                                                              |
|          | Ecce Homo | 1659-60   | o/t            | 158×155 cm               | Milano                      | Pinacoteca di Brera                                                                      |
|          | Sacra Famiglia con san Giovannino | 1660 ca.  | o/t            | 78,5×99 cm               | Aurora                      | Wells College Museum                                                                     |
|          | Sacra Famiglia con un pastore | 1660 ca.  | o/t            | 118×162 cm               | Compiègne                   | Musée Vivenel                                                                            |
|          | Sacrificio di Elia | 1658-60   | o/t            | 300×361 cm               | Pommersfelden               | Castello di Weißenstein                                                                  |
|          | Uccisione dei falsi profeti di Baal | 1658-60   | o/t            | 300×361 cm               | Pommersfelden               | Castello di Weißenstein                                                                  |
|          | Riposo durante la fuga in Egitto | 1660 ca.  | o/t            | 177,4×285,5 cm           | Toledo                      | Museum of Art                                                                            |
|          | Tributo della moneta | 1660 ca.  | o/t            | 133×118 cm               | Roma                        | Palazzo Madama (in deposito dalla Galleria nazionale d'arte antica)                      |
|          | Gesù bambino dormiente | 1658-60   | o/t            | 60×72 cm                 | Città del Vaticano          | Pinacoteca vaticana                                                                      |
|          | Sant'Antonio da Padova | 1655-60   | o/t            | 121×93 cm                | Madrid                      | Museo del Prado                                                                          |
|          | Sant'Antonio da Padova e il Bambino Gesù | 1655-60   | o/t            | 99×76,7 cm               | Parigi                      | Museo del Louvre                                                                         |
|          | San Sebastiano curato da sant'Irene | 1660 ca.  | o/t            | 206×153 cm               | Colonia                     | Wallraf-Richartz Museum                                                                  |
|          | San Sebastiano curato da sant'Irene | 1660 ca.  | o/t            | 184×276 cm               | Philadelphia                | Museum of Art                                                                            |
|          | Sansone che si libera dai legami | 1655-60   | o/t            | 232×269 cm               | Vienna                      | Kunsthistorisches Museum                                                                 |
|          | San Sebastiano | 1660 ca.  | o/t            | 127×99 cm                | Oberschleißheim             | Castello di Schleißheim                                                                  |
|          | San Sebastiano | 1660 ca.  | o/t            | 125×96 cm                | Ajaccio                     | Musée Fesch                                                                              |
|          | San Sebastiano | 1660 ca.  | o/t            | 142,5×188,5 cm           | Hartford                    | Wadsworth Atheneum                                                                       |
|          | Sant'Antonio Abate | 1660 ca.  | o/t            | 96,6×63,4 cm             | Milano                      | Museo Poldi Pezzoli                                                                      |
|          | Deposizione di Cristo dalla croce | 1659-60   | o/t            | 229×174 cm               | Toledo                      | Museo de Santa Cruz                                                                      |
|          | Crocifissione di san Pietro | 1659-60   | o/t            | 196×235 cm               | Venezia                     | Gallerie dell'Accademia                                                                  |
|          | Crocifissione di san Pietro | 1659-60   | o/t            | 130×180 cm               | Capua                       | ? (trafugato dal Museo provinciale Campano di Capua)                                     |
|          | Crocifissione di san Pietro | 1659-60   | o/t            | 177×226 cm               | Ajaccio                     | Musée Fesch                                                                              |
|          | Sant'Andrea deposto dalla croce | 1659-60   | o/t            | 258×197 cm               | Monaco di Baviera           | Alte Pinakothek                                                                          |
|          | Buon samaritano | 1660 ca.  | o/t            | 135×165 cm               | Rouen                       | Musée des Beaux-Arts                                                                     |
|          | San Giovannino | 1660-65   | o/t            | 47×65 cm                 | Monaco di Baviera           | Alte Pinakothek                                                                          |
|          | Sacra famiglia con san Giovannino | 1600 ca.  | o/tav.         | ovale 104 cm diametro    | Madrid                      | Museo del Prado                                                                          |
|          | Vergine Annunciata | 1660-61   | o/t            | ?                        | Napoli                      | Duomo                                                                                    |
|          | Angelo annunciante | 1660-61   | o/t            | ?                        | Napoli                      | Duomo                                                                                    |
|          | Santi protettori di Napoli | 1660-61   | o/t            | ?                        | Napoli                      | Duomo                                                                                    |
|          | Santi protettori di Napoli | 1660-61   | o/t            | ?                        | Napoli                      | Duomo                                                                                    |
|          | Sacra Famiglia ha la visione dei simboli della Passione | 1660      | o/t            | 430×274 cm               | Napoli                      | Museo di Capodimonte (In deposito dalla chiesa dei Santi Giuseppe e Teresa a Pontecorvo) |
|          | Sacra Famiglia ha la visione dei simboli della Passione | 1660 ca.  | o/t            | 151×157 cm               | Saint-Etienne               | Muée d'Art et d'Industrie (in deposito dal Museo del Louvre)                             |
|          | Miracolo di Soriano | 1660      | o/t            | 175×175 cm               | Nocera Inferiore            | Chiesa di sant'Anna                                                                      |
|          | San Gennaro intercede presso la Vergine per la peste del 1656 | 1660-61   | o/t            | 400×315 cm               | Napoli                      | Museo di Capodimonte (in deposito dalla chiesa di Santa Maria del Pianto)                |
|          | Santi patroni di Napoli adorano il crocifisso | 1660-61   | o/t            | 400×315 cm               | Napoli                      | Museo di Capodimonte (in deposito dalla chiesa di Santa Maria del Pianto)                |
|          | Annunciazione | 1660-64   | o/t            | 210×163 cm               | Peñaranda de Bracamonte     | Chiesa del Convento delle Carmelitane Scalze                                             |
|          | Cristo cade sotto la croce | 1660-64   | o/t            | 150×205 cm               | Peñaranda de Bracamonte     | Chiesa del Convento delle Carmelitane Scalze                                             |
|          | Deposizione di Cristo | 1660-64   | o/t            | ?                        | Peñaranda de Bracamonte     | Chiesa del Convento delle Carmelitane Scalze                                             |
|          | Ecce Homo | 1660-64   | o/t            | 192×162 cm               | Peñaranda de Bracamonte     | Chiesa del Convento delle Carmelitane Scalze                                             |
|          | Orazione nell'Orto degli Ulivi | 1660-64   | o/t            | ?                        | Peñaranda de Bracamonte     | Chiesa del Convento delle Carmelitane Scalze                                             |
|          | Transverberazione di santa Teresa | 1660-64   | o/t            | 202×157 cm               | Peñaranda de Bracamonte     | Chiesa del Convento delle Carmelitane Scalze                                             |
|          | Annunciazione | 1661 ca.  | o/t            | 290×212 cm               | Madrid                      | Congregación del Cristo de San Ginés                                                     |
|          | Visione di san Domenico | 1660-64   | o/t            | 223×186 cm               | Nantes                      | Musée des Beaux-Arts                                                                     |
|          | Circoncisione di Gesù | 1660-1670 | o/t            | 175×231 cm               | Taverna                     | Museo civico                                                                             |
|          | Sant'Alessio morente | 1661      | o/t            | 214×138 cm               | Napoli                      | Chiesa di Santa Maria delle Anime del Purgatorio ad Arco                                 |
|          | San Gaetano Thiene prega la Vergine per le anime del Purgatorio | 1662      | o/t            | 240×170 cm               | Napoli                      | Chiesa di Santa Maria degli Angeli a Pizzofalcone                                        |
|          | Madonna del Rosario | 1664 ca.  | o/t            | 300×220 cm               | Napoli                      | Chiesa di San Potito                                                                     |
|          | Visitazione | 1663      | o/t            | 209×167 cm               | San Demetrio dei Vestini    | Chiesa di Santa Maria dei Raccomandati                                                   |
|          | Sant'Anna, la Vergine e san Gioacchino | 1664      | o/t            | 300×450 cm               | Napoli                      | Chiesa di Santa Teresa a Chiaia                                                          |
|          | Riposo nella fuga in Egitto | 1664      | o/t            | 300×450 cm               | Napoli                      | Chiesa di Santa Teresa a Chiaia                                                          |
|          | San Michele Arcangelo sconfigge gli angeli ribelli | 1663-64   | o/t            | 198×147 cm               | Berlino                     | Staatliche Museen                                                                        |
|          | Sant'Alessio morente | 1662-64   | o/t ottagonale | 99×103 cm                | Napoli                      | Museo di Capodimonte                                                                     |
|          | Cristo deposto | 1662-64   | o/t ottagonale | 99×103 cm                | Napoli                      | Museo di Capodimonte                                                                     |
|          | San Michele Arcangelo sconfigge gli angeli ribelli | 1662-64   | o/t            | ?                        | Torino                      | Accademia Albertina                                                                      |
|          | Immacolata e Dio Padre | 1665      | o/t            | 300×200 cm               | Cosenza                     | Duomo                                                                                    |
|          | Deposizione di Cristo | 1665 ca.  | o/t            | 300×255 cm               | Napoli                      | Chiesa della Pietà dei Turchini                                                          |
|          | Resurrezione di Cristo | 1665 ca.  | o/t            | 187×205 cm               | Napoli                      | Chiesa di Santa Maria del Buonconsiglio                                                  |
|          | Resurrezione di Cristo | 1665 ca.  | o/t            | 170×218 cm               | Vicenza                     | Santuario di Monte Berico                                                                |
|          | Betsabea al bagno | 1663 ca.  | o/t            | 196×247 cm               | Toronto                     | Art Gallery of Ontario                                                                   |
|          | Madonna con il bambino e anime del Purgatorio | 1665 ca.  | o/t            | 312×219 cm               | Venezia                     | Chiesa di San Pietro di Castello                                                         |
|          | Madonna con il bambino e anime del Purgatorio | 1665 ca.  | o/t            | 207×155 cm               | Berlino                     | Staatliche Museen (in deposito dal castello di Putbus)                                   |
|          | Cristo deposto | 1665 ca.  | o/t            | 175×100 cm               | Venezia                     | Istituto di Santa Maria della Pietà                                                      |
|          | Deposizione di Cristo dalla Croce (bozzetto) | 1665 ca.  | o/t            | -                        | Bari                        | Pinacoteca Provinciale                                                                   |
|          | Deposizione di Cristo dalla Croce | 1665 ca.  | o/t            | 447×243 cm               | Venezia                     | Gallerie dell'Accademia                                                                  |
|          | Deposizione di Cristo dalla Croce | 1665 ca.  | o/t            | 130×65 cm                | Worcester                   | Art Museum                                                                               |
|          | Madonna con il Bambino, san Giuseppe, sant'Antonio da Padova e gloria d'angeli | 1665 ca.  | o/t            | 365×244 cm               | Milano                      | Pinacoteca di Brera                                                                      |
|          | Balaam fermato dall'angelo | 1666-67   | o/t            | 230×193 cm               | El Escorial                 | Monastero                                                                                |
|          | Balaam fermato dall'angelo | 1666-67   | o/t            | 203×290 cm               | Berlino                     | Staatliche Museen                                                                        |
|          | Ebbrezza di Noè | 1666-67   | o/t            | ?                        | El Escorial                 | Monastero                                                                                |
|          | Cristo risorto | 1660-65   | o/t            | 187,5×97,5 cm            | Ponce                       | Museo de Arte Fundacion L.A. Ferré                                                       |
|          | Assunzione della Maddalena | 1660-65   | o/t            | 250×181 cm               | New York                    | Hispanic Society of America                                                              |
|          | Maddalena penitente | 1660-65   | o/t            | 153×124 cm               | Madrid                      | Museo del Prado                                                                          |
|          | Carità | 1665 ca.  | o/t            | 129×100 cm               | Firenze                     | Galleria degli Uffizi                                                                    |
|          | San Michele Arcangelo sconfigge gli angeli ribelli | 1666      | o/t            | 419×283 cm               | Vienna                      | Kunsthistorisches Museum                                                                 |
|          | Martirio di san Lorenzo | 1666-67   | o/t            | 173×232 cm               | Mosca                       | Puskin Museum                                                                            |
|          | Assunzione della Vergine | 1667      | o/t            | ?                        | Venezia                     | Chiesa di Santa Maria della Salute                                                       |
|          | Annunciazione | 1667 ca.  | o/t            | ?                        | Venezia                     | Chiesa di San Nicolò da Tolentino                                                        |
|          | Madonna con il Bambino | 1668      | o/rame         | 70×75 cm                 | Napoli                      | sacrestia della Reale cappella del Tesoro di San Gennaro                                 |
|          | Sant'Anna | 1668      | o/rame         | 70×75 cm                 | Napoli                      | sacrestia della Reale cappella del Tesoro di San Gennaro                                 |
|          | San Giuseppe | 1668      | o/rame         | 70×75 cm                 | Napoli                      | sacrestia della Reale cappella del Tesoro di San Gennaro                                 |
|          | San Gioacchino | 1668      | o/rame         | 70×75 cm                 | Napoli                      | sacrestia della Reale cappella del Tesoro di San Gennaro                                 |
|          | Cristo nell'orto | 1668      | o/rame         | 33,5×27,8 cm             | Napoli                      | sacrestia della Reale cappella del Tesoro di San Gennaro                                 |
|          | Crocifissione | 1668      | o/rame         | 33,5×27,8 cm             | Napoli                      | sacrestia della Reale cappella del Tesoro di San Gennaro                                 |
|          | Immacolata e Dio Padre | 1665-69   | o/t            | ?                        | Madrid                      | Palazzo Vescovile                                                                        |
|          | Sant'Anna, la Vergine con il Bambino e il beato Felice da Cantalice | 1667-69   | o/t            | 200×145 cm               | Vibo Valentia               | Chiesa dei Cappuccini                                                                    |
|          | San Nicola in gloria con il beato Ceslao Polacco e san Luigi Bertrando | 1667-72   | o/t            | 300×150 cm               | Napoli                      | Chiesa di Santa Maria della Sanità                                                       |
|          | Predica di San Vincenzo Ferreri | 1667-72   | o/t            | 300×150 cm               | Napoli                      | Chiesa di Santa Maria della Sanità                                                       |
|          | Madonna che dà lo scettro a san Giacinto e il Bambin Gesù che dà l'anello a santa Rosa da Lima e un'altra santa Domenicana                                                        | 1667-72   | o/t            | 250×120 cm               | Napoli                      | Chiesa di Santa Maria della Sanità                                                       |
|          | Estasi della Maddalena | 1667-72   | o/t            | 250×120 cm               | Napoli                      | Chiesa di Santa Maria della Sanità                                                       |
|          | San Pio V con sant'Alberto Magno e i beati Sedonio, Consalvo d'Amaranta e Margherita di Savoia                                                                                    | 1667-72   | o/t            | ?                        | Napoli                      | sacrestia della chiesa di Santa Maria della Sanità                                       |
|          | Estasi di san Pietro d'Alcantara | 1670 ca.  | o/t            | frammento                | Napoli                      | Chiesa di Santa Lucia al Monte                                                           |
|          | San Pietro d'Alcantara appare a santa Teresa | 1670 ca.  | o/t            | 350×220 cm               | Napoli                      | Chiesa di Santa Teresa a Chiaia                                                          |
|          | San Pietro d'Alcantara confessa santa Teresa | 1670 ca.  | o/t centinata  | 300×260 cm               | Napoli                      | Chiesa di Santa Teresa a Chiaia                                                          |
|          | Natività della Vergine | 1665-70   | o/t            | 410×310 cm               | Portici                     | Chiesa di San Ciro                                                                       |
|          | Madonna con il Bambino e i santi Francesco d'Assisi e Andrea ed anime del Purgatorio                                                                                              | 1670 ca.  | o/t            | 202×160 cm               | Napoli                      | Chiesa di San Diego all'Ospedaletto                                                      |
|          | Sant'Ignazio da Loyola | 1672      | o/t            | ?                        | Napoli                      | Chiesa di San Giuseppe a Chiaia                                                          |
|          | Madonna del Rosario con i santi Antonio da Padova, Francesco d'Assisi, Domenico, Caterina da Siena, Rosa da Lima e Geltrude                                                       | 1672      | o/t            | 230×190 cm               | Crispano                    | Chiesa di San Gregorio Magno                                                             |
|          | Annunciazione della Vergine | 1672      | o/t            | 233,6×168,4 cm           | New York                    | Metropolitan Museum                                                                      |
|          | Madonna del Rosario con i santi Domenico Giorgio Ignazio da Loyola Francesco Saverio e altro Santo martire                                                                        | 1671-72   | o/t            | 302×195 cm               | Palermo                     | Chiesa di San Giorgio dei Genovesi                                                       |
|          | Deposizione di Cristo nel Sepolcro | 1671      | o/t            | 310×210 cm               | Napoli                      | Chiesa del Pio Monte della Misericordia                                                  |
|          | Deposizione di Cristo | 1670-75   | o/t            | 220×344 cm               | Benevento                   | Museo del Sannio (in deposito dal Museo di Capodimonte di Napoli)                        |
|          | Deposizione di Cristo | 1670-75   | o/t            | 155×182 cm               | San Pietroburgo             | Museo dell'Ermitage                                                                      |
|          | Deposizione di Cristo | 1670-75   | o/t            | 120×169,6 cm             | Tulsa                       | Phillbrook Art Center                                                                    |
|          | Circoncisione di Gesù | 1672-75   | o/t            | ?                        | Napoli                      | Oratorio del Monte dei Poveri                                                            |
|          | Sant'Anna e san Gioacchino presentano la Vergine al padre eterno | 1674      | o/t            | ?                        | Napoli                      | Chiesa di Santa Maria Egiziaca a Forcella                                                |
|          | Natività di Maria | 1672-74   | o/t            | ?                        | Venezia                     | Chiesa di Santa Maria della Salute                                                       |
|          | Presentazione di Maria al tempio | 1672-74   | o/t            | ?                        | Venezia                     | Chiesa di Santa Maria della Salute                                                       |
|          | Morte di santa Scolastica | 1675      | o/t            | 373×185 cm               | Padova                      | basilica di Santa Giustina                                                               |
|          | Martirio di san Placido | 1675      | o/t            | 373×185 cm               | Padova                      | basilica di Santa Giustina                                                               |
|          | San Nicola da Bari con i fanciulli tratti in salvo dal tino | 1675      | o/t            | ?                        | Napoli                      | Chiesa dei Girolamini                                                                    |
|          | San Gennaro nella fornace | 1675      | o/t            | ?                        | Napoli                      | Chiesa dei Girolamini                                                                    |
|          | Angeli con la tiara episcopale | 1675      | o/t            | 72×72 cm                 | Napoli                      | Chiesa dei Girolamini                                                                    |
|          | Angeli con le ampolline del sangue di san Gennaro | 1675      | o/t            | 72×72 cm                 | Napoli                      | Chiesa dei Girolamini                                                                    |
|          | Apostoli (n. 12 tele; in immagine, da sinistra a destra a partire dall'alto: San Pietro, San Matteo Evangelista, San Giacomo il Minore, San Giovanni Evangelista, San Bartolomeo) | 1676      | o/t            | ?                        | Napoli                      | Duomo                                                                                    |
|          | Apostoli (n. 12 tele; in immagine, da sinistra a destra a partire dall'alto: San Pietro, San Matteo Evangelista, San Giacomo il Minore, San Giovanni Evangelista, San Bartolomeo) | 1676      | o/t            | ?                        | Napoli                      | Duomo                                                                                    |
|          | Apostoli (n. 12 tele; in immagine, da sinistra a destra a partire dall'alto: San Pietro, San Matteo Evangelista, San Giacomo il Minore, San Giovanni Evangelista, San Bartolomeo) | 1676      | o/t            | ?                        | Napoli                      | Duomo                                                                                    |
|          | Santi protettori di Napoli (n. 16 tele) | 1676      | o/t            | ?                        | Napoli                      | Duomo                                                                                    |
|          | Beato Bernardo Tolomei battuto dai demoni | 1672 ca.  | o/t            | 310×200 cm               | Verona                      | Chiesa di Santa Maria in Organo                                                          |
|          | Strage degli innocenti | 1672-74   | o/t            | 250×130 cm               | Venezia                     | Museo diocesano (in deposito dalla chiesa di Sant'Aponal)                                |
|          | Cristo scaccia i mercanti dal tempio | 1672-74   | o/t            | 250×130 cm               | Venezia                     | Museo diocesano (in deposito dalla chiesa di Sant'Apollonia)                             |
|          | Nozze di Cana | 1670-75   | o/t            | 157×283 cm               | Vicenza                     | Pinacoteca Civica                                                                        |
|          | Betsabea al bagno | 1670-75   | o/t            | 155×286 cm               | Vicenza                     | Pinacoteca Civica                                                                        |
|          | Mosè deposto nelle acque del Nilo | 1670-75   | o/t            | 99×121 cm                | Rohrau                      | Galleria Harrach                                                                         |
|          | Ritrovamento di Mosè | 1670-75   | o/t            | 101×122 cm               | Rohrau                      | Galleria Harrach                                                                         |
|          | Ritrovamento di Mosè | 1670-75   | o/t            | 105×122 cm               | Pommersfelden               | Castello di Weißenstein                                                                  |
|          | Mosè e il serpente di bronzo | 1670-75   | o/t            | 105×122 cm               | Pommersfelden               | Castello di Weißenstein                                                                  |
|          | Betsabea al bagno | 1670-75   | o/t            | 89×127 cm                | Pommersfelden               | Castello di Weißenstein                                                                  |
|          | Santa Rosa da Lima ha la visione della Vergine | 1670-75   | o/t            | ?                        | Napoli                      | Chiesa della Pietà dei Turchini                                                          |
|          | San Giacinto passa il fiume Boristene portando in salvo il Santissimo Sacramento                                                                                                  | 1670-75   | o/t            | ?                        | Napoli                      | Chiesa della Pietà dei Turchini                                                          |
|          | Adorazione dei pastori | 1675 ca.  | o/t            | 250×310 cm               | Milano                      | Istituto Leone XIII dei padri Gesuiti                                                    |
|          | Fuga in Egitto sulla barca | 1675 ca.  | o/t            | 250×310 cm               | Milano                      | Istituto Leone XIII dei padri Gesuiti                                                    |
|          | Mosè ritrovato nelle acque del Nilo | 1675-80   | o/t            | 153,2×209,2 cm           | Raleigh                     | North Carolina Museum of Art                                                             |
|          | Presentazione al Tempio | 1675-80   | o/t            | 153×207 cm               | Rennes                      | Musée des Beaux-Arts                                                                     |
|          | Transito di san Giuseppe | 1677      | o/t            | 275×185 cm               | Ascoli Piceno               | Pinacoteca civica                                                                        |
|          | San Francesco Saverio trova la croce tra le zampe del granchio | 1676-77   | o/t            | ?                        | Napoli                      | Chiesa del Gesù Nuovo                                                                    |
|          | San Francesco Saverio caricato delle croci | 1676-77   | o/t            | ?                        | Napoli                      | Chiesa del Gesù Nuovo                                                                    |
|          | San Francesco Saverio Battezza gli indiani | 1676-77   | o/t            | ?                        | Napoli                      | Chiesa del Gesù Nuovo                                                                    |
|          | Dedicazione della chiesa di Montecassino nel 1071 | 1677-78   | o/t            | 100×129 cm               | Napoli                      | Museo di Capodimonte                                                                     |
|          | San Gennaro in gloria | 1677-80   | o/t            | 174×127 cm               | Valladolid                  | Cattedrale                                                                               |
|          | Sant'Anna e la Vergine bambina | 1678      | o/t            | 140×110 cm               | Napoli                      | Chiesa di Santa Brigida                                                                  |
|          | Adorazione dei pastori | 1678      | o/t            | 300×207 cm               | Gaeta                       | Chiesa della Santissima Annunziata                                                       |
|          | Crocifissione | 1678      | o/t            | 298×206 cm               | Gaeta                       | Chiesa della Santissima Annunziata                                                       |
|          | Madonna e Gesù Bambino con Santa Elisabetta e San Giovannino | 1678      | o/t            | 96×74 cm                 | Sestri Levante              | Galleria Rizzi                                                                           |
|          | Dottori della Chiesa (n. 6 tele) | 1678      | o/t            | ?                        | Napoli                      | Duomo                                                                                    |
|          | Santi protettori di Napoli (n. 6 tele) | 1678      | o/t            | ?                        | Napoli                      | Duomo                                                                                    |
|          | Tiridate con la testa di cinghiale prega san Gregorio Armeno affinché gli restituisca le fattezze umane                                                                           | 1679-81   | o/t            | 61,5×48,4 cm             | Boston                      | Museum of Fine Arts                                                                      |
|          | San Benedetto si accomiata dai familiari | 1679-81   | o/t            | 67×54 cm                 | Dunkerque                   | Musée des Beaux-Arts                                                                     |
|          | Miracolo della serpe sotto il sasso | 1679-81   | o/t            | 60,5×48,5 cm             | Strasburgo                  | Musée des Beaux-Arts                                                                     |
|          | San Francesco Saverio battezza gli indiani, e san Francesco Borgia | 1680      | o/t            | 421×315 cm               | Napoli                      | Museo di Capodimonte (dalla chiesa di San Ferdinando)                                    |
|          | Cristo cade sotto la croce | 1680      | o/t            | 152×204 cm               | Napoli                      | Chiesa di Santa Maria Regina Coeli                                                       |
|          | Cristo è messo in croce | 1680      | o/t            | 152×204 cm               | Napoli                      | Chiesa di Santa Maria Regina Coeli                                                       |
|          | Perseo combatte contro Fineo e i suoi compagni | 1680 ca.  | o/t            | 155×225 cm               | South Hadley                | Mount Holyhoke College Art Museum                                                        |
|          | Giudizio di Salomone | 1680 ca.  | o/t            | ?                        | Siena                       | Palazzo Pubblico                                                                         |
|          | Riposo nella fuga in Egitto | 1680 ca.  | o/t            | 200×181 cm               | Gaeta                       | Chiesa di Santa Caterina d'Alessandria                                                   |
|          | Susanna e i vecchioni | 1680 ca.  | o/t            | 169×204,5 cm             | Dresda                      | Gemaldegalerie                                                                           |
|          | Passaggio del mar Rosso | 1681      | o/t            | 375×600 cm               | Bergamo                     | Chiesa di Santa Maria Maggiore                                                           |
|          | Vergine e il Bambino appaiono a san Francesco d'Assisi stimmatizzato | 1680-82   | o/t            | 240×196,2 cm             | Cleveland                   | Museum of art                                                                            |
|          | Nascita del Battista | 1680-82   | o/t            | 252×320 cm               | San Pietroburgo             | Museo dell'Ermitage                                                                      |
|          | Battesimo di Cristo | 1675-80   | o/tav.         | ?                        | Toledo                      | battistero della Cattedrale                                                              |
|          | Fuga in Egitto | 1675-80   | o/t            | 238×179 cm               | Aranjuez                    | Palazzo Reale                                                                            |
|          | Fuga in Egitto | 1675-80   | o/t            | ?                        | Alcalà de Henares           | convento dei Gesuiti                                                                     |
|          | Natività | 1675-80   | o/t            | ?                        | Toledo                      | Museo Duque de Lerma                                                                     |
|          | Sacra Famiglia con San Giovannino | 1675-80   | o/t            | 78×104 cm                | Figueras                    | Museo del Ampurdan (in deposito dal Museo del Prado)                                     |
|          | Sogno di Costantino | 1675-80   | o/t            | 155×206 cm               | Venezia                     | collezione Salvagno                                                                      |
|          | Dedicazione della cappella Corsini | 1682      | o/t            | 73×116 cm                | Firenze                     | Galleria Corsini                                                                         |
|          | Gloria di sant'Andrea Corsini | 1682      | o/t            | 130×96 cm                | Firenze                     | Galleria Corsini                                                                         |
|          | Gloria di sant'Andrea Corsini | 1682      | o/t            | ?                        | Roma                        | collezione privata                                                                       |
|          | San Nicola da Tolentino e il miracolo delle pernici | 1682 ca.  | o/t            | 260×176 cm               | Firenze                     | Galleria Corsini                                                                         |
|          | Gesù Bambino con i simboli della Passione | 1682 ca.  | o/t            | 72×58 cm                 | Firenze                     | Galleria Corsini                                                                         |
|          | Cristo e l'adultera | 1682-83   | o/t            | 96×121 cm                | Stamford                    | Burghley House collection                                                                |
|          | David e Betsabea | 1682-83   | o/t            | 96×121 cm                | Stamford                    | Burghley House collection                                                                |
|          | Fuga in Egitto | 1682 ca.  | o/t            | 107×99 cm                | Firenze                     | Gallerie di Palazzo Pitti                                                                |
|          | Fuga in Egitto | 1682 ca.  | o/t            | 157×230 cm               | Bloomington                 | Indiana University Museum                                                                |
|          | Adorazione dei pastori | 1682 ca.  | o/t            | 86,4×142,2 cm            | Sarasota                    | Ringling Museum of Art                                                                   |
|          | Apparizione della Vergine a san Bernardo | 1682      | o/t            | ?                        | Firenze                     | Chiesa della Santissima Annunziata (cappella dei Pittori)                                |
|          | Cristo innanzi a Pilato | 1682 ca.  | o/t            | 195×139 cm               | Siena                       | Museo dell'Opera del Duomo (in deposito dalla Galleria degli Uffizi)                     |
|          | Deposizione di Cristo | 1682 ca.  | o/t            | 195×139 cm               | Siena                       | Museo dell'Opera del Duomo (in deposito dalla Galleria degli Uffizi)                     |
|          | Cristo e la Veronica | 1682 ca.  | o/t            | 126×175 cm               | Firenze                     | Gallerie di Palazzo Pitti                                                                |
|          | Maddalena ai piedi di Cristo in casa di Simone Fariseo | 1682 ca.  | o/t            | 100×192 cm               | Firenze                     | Galleria Corsini                                                                         |
|          | Maddalena ai piedi di Cristo in casa di Simone Fariseo | 1682 ca.  | o/t            | 92×100 cm                | Firenze                     | Galleria Corsini                                                                         |
|          | Nozze di Cana | 1682 ca.  | o/t            | 122×137 cm               | Londra                      | Walpole Gallery                                                                          |
|          | Pastorale con Cavalieri | 1682 ca.  | o/t            | 253×320 cm               | Bologna                     | Pinacoteca Nazionale                                                                     |
|          | Immacolata con santa Teresa e santa Chiara | 1683-85   | o/t            | ?                        | Napoli                      | Chiesa del Gesù delle Monache                                                            |
|          | Immacolata con le sante Caterina, Chiara, Agnese ed Elisabetta d'Ungheria | 1683 ca.  | o/t            | 400×250 cm               | Napoli                      | Chiesa di Sana Maria dei Miracoli                                                        |
|          | Cristo servito dagli angeli dopo il digiuno | 1683 ca.  | o/t            | 173×334 cm               | El Escorial                 | Monastero                                                                                |
|          | Maddalena penitente | 1684 ca.  | o/t            | 127×106,5 cm             | Dunkerque                   | Musée des Beaux Arts                                                                     |
|          | Battesimo di Cristo | 1684 ca.  | o/t            | 237×193 cm               | New Orleans                 | Museum of Art                                                                            |
|          | Madonna che allatta il Bambino (Riposo in Egitto) | 1684 ca.  | o/t            | 152×207 cm               | Madrid                      | Accademia di San Fernando                                                                |
|          | Dubbio di san Giuseppe | 1684 ca.  | o/t            | 153×189 cm               | Graz                        | Landesmuseum Johanneum                                                                   |
|          | Sant'Agostino converte l'eretico | 1684      | o/t            | 312×208 cm               | Napoli                      | Chiesa di Santa Maria Regina Coeli (cappella di sant'Agostino)                           |
|          | Vocazione di san Matteo | 1684 ca.  | o/t            | 188×240 cm               | Washington                  | Georgetown University Art Collection                                                     |
|          | Fuga in Egitto | 1684-85   | o/t            | 225×290 cm               | Budapest                    | Museo di Belle Arti                                                                      |
|          | Decollazione del Battista | 1684-85   | o/t            | 200×250 cm               | Ponce                       | Museo de Arte Gundacon L.A. Ferrè                                                        |
|          | Giobbe sul letamaio | 1684-85   | o/t            | 213×180 cm               | El Escorial                 | Monastero                                                                                |
|          | Trinità in gloria con i santi Agostino, Teresa del Gesù, Nicola da Tolentino, Guglielmo e altro santo vescovo                                                                     | 1684-85   | o/t            | 500×300 cm               | Napoli                      | Chiesa di San Giuseppe dei Ruffi                                                         |
|          | Gesù Bambino | 1684-85   | o/tav.         | ovale 150 cm di diametro | Napoli                      | Chiesa del Gesù delle Monache                                                            |
|          | Madonna col Bambino | 1685 ca.  | o/t            | 72×60 cm                 | Napoli                      | Quadreria dei Girolamini                                                                 |
|          | Madonna col Bambino e san Giovannino | 1685      | o/t            | 117×130 cm               | Montpellier                 | Museo Fabre                                                                              |
|          | Sacra Famiglia | 1685 ca.  | o/t            | 142×118 cm               | Medina de Riosco            | Convento de San Josè                                                                     |
|          | San Gennaro in gloria | 1685 ca.  | o/t            | 202×150 cm               | Siviglia                    | collezione privata                                                                       |
|          | Cristo e la samaritana | 1685 ca.  | o/t            | 254×179 cm               | Monaco di Baviera           | Alte Pinakothek (in deposito dalla Galleria di Schleissheim)                             |
|          | Cristo tentato | 1685 ca.  | o/t            | 254×179 cm               | Monaco di Baviera           | Alte Pinakothek (in deposito dalla Galleria di Schleissheim)                             |
|          | Resurrezione di Lazzaro | 1685 ca.  | o/t            | 256×390 cm               | Monaco di Baviera           | Alte Pinakothek                                                                          |
|          | Deposizione | 1685 ca.  | o/t            | 256×390 cm               | Monaco di Baviera           | Alte Pinakothek                                                                          |
|          | Vocazione dei santi Pietro e Andrea | 1685 ca.  | o/t            | 209×283 cm               | Kassel                      | Museo                                                                                    |
|          | Vocazione dei santi Pietro e Andrea | 1685 ca.  | o/t            | 61×75 cm                 | Pittsburgh                  | Frick Art Museum                                                                         |
|          | David e il profeta Gad | 1685 ca.  | o/t            | 164x207 cm               | Londra                      | collezione privata                                                                       |
|          | San Giuseppe incoronato dal Bambino Gesù | 1685 ca.  | o/t            | ?                        | Napoli                      | Basilica di San Domenico Maggiore                                                        |
|          | Sant'Antonio predica ai pesci | 1685 ca.  | o/t            | 180×250 cm               | Napoli                      | Chiesa del Gesù delle Monache                                                            |
|          | Sant'Antonio riattacca il piede ad un ferito | 1685 ca.  | o/t            | 180×250 cm               | Napoli                      | Chiesa del Gesù delle Monache                                                            |
|          | Predica del Battista | 1685 ca.  | o/t            | 370×269 cm               | Napoli                      | Museo Diocesano (dalla Chiesa di San Giovanni Battista delle Monache)                    |
|          | Predica del Battista | 1685 ca.  | o/rame         | 64,1×79,4 cm             | Los Angeles                 | County Museum                                                                            |
|          | Predica del Battista | 1685 ca.  | o/t            | 89×188 cm                | Holkham                     | Earl of Leicester                                                                        |
|          | Sant'Anna | 1685      | o/t            | 400×220 cm               | Roma                        | Chiesa di Santa Maria in Campitelli                                                      |
|          | Transverberazione di santa Teresa | 1685 ca.  | o/t            | ?                        | Napoli                      | Chiesa di Santa Teresa degli Scalzi                                                      |
|          | Vergine col Bambino appare a santa Maria Maddalena de' Pazzi | 1685      | o/t            | ?                        | Firenze                     | Chiesa di Santa Maria Maddalena de' Pazzi                                                |
|          | Cristo appare a santa Maria Maddalena de' Pazzi | 1685      | o/t            | ?                        | Firenze                     | Chiesa di Santa Maria Maddalena de' Pazzi                                                |
|          | Estasi di santa Teresa | 1684-85   | o/t            | 381×262 cm               | Ovada                       | Chiesa parrocchiale                                                                      |
|          | Trasfigurazione di Cristo | 1685      | o/t            | 240×320 cm               | Firenze                     | Galleria degli Uffizi                                                                    |
|          | Conversione di Saulo | 1685 ca.  | o/t            | 260×365 cm               | Roma                        | Galleria Pallavicini                                                                     |
|          | Morte di Giuliano l'Apostata | 1685 ca.  | o/t            | 260×365 cm               | Roma                        | Galleria Pallavicini                                                                     |
|          | Conversione di Saulo | 1685 ca.  | o/t            | 102×127 cm               | Périgueux                   | Musée du Périgord (in deposito dal Museo del Louvre)                                     |
|          | Jaele e Sisera | 1685 ca.  | o/t            | 178×117 cm               | Chambéry                    | Musée des Beaux-Arts                                                                     |
|          | Lot e le figlie | 1685-86   | o/t            | 175×233 cm               | Firenze                     | Museo Stibbert                                                                           |
|          | Susanna e i vecchioni | 1685-86   | o/t            | 175×233 cm               | Firenze                     | Museo Stibbert                                                                           |
|          | Nascita della Vergine | 1686 ca.  | o/t            | 124×123 cm               | Genova                      | Palazzo Durazzo Pallavicini                                                              |
|          | Presentazione della Vergine al tempio | 1686 ca.  | o/t            | 124×123 cm               | Genova                      | Palazzo Durazzo Pallavicini                                                              |
|          | Trionfo di David | 1686 ca.  | o/t            | 62,5×76 cm               | Wellesley                   | College Museum                                                                           |
|          | Trionfo di David | 1686 ca.  | o/t            | 144×198 cm               | Leeds                       | Temple Newsam House                                                                      |
|          | Madonna del Baldacchino | 1686 ca.  | o/t            | 430×240 cm               | Napoli                      | Museo di Capodimonte                                                                     |
|          | San Benedetto | 1686-87   | o/t            | ?×? cm                   | Madrid                      | collezione Osuna                                                                         |
|          | Piscina probatica | 1686-87   | o/t            | 147×374 cm               | Madrid                      | Palazzo Reale                                                                            |
|          | Cacciata dei mercanti dal tempio | 1686-87   | o/t            | 147×374 cm               | Riofrio                     | Palazzo Reale                                                                            |
|          | Piscina probatica | 1687 ca.  | o/t            | 60,5×139 cm              | Cambridge                   | Fogg Art Museum                                                                          |
|          | Viaggio di Rebecca a Canaan | 1687 ca.  | o/rame         | 59×84 cm                 | Madrid                      | Museo del Prado                                                                          |
|          | Cantico della profetessa Maria | 1687 ca.  | o/rame         | 58×84 cm                 | Madrid                      | Museo del Prado                                                                          |
|          | San Giovanni Evangelista ha la visione dell'Immacolata | 1687 ca.  | o/t            | 116×136 cm               | Salisburgo                  | Residenzgalerie                                                                          |
|          | San Giovanni Evangelista ha la visione dell'Immacolata | 1687 ca.  | o/t            | 115×134 cm               | El Pardo                    | Casita del Principe                                                                      |
|          | Nascita della Vergine | 1687 ca.  | o/t            | 116×135 cm               | El Escorial                 | Casita del Principe                                                                      |
|          | Presentazione della Vergine al tempio | 1687 ca.  | o/t            | 136×136 cm               | El Escorial                 | Casita del Principe                                                                      |
|          | Sant'Anna da lezione alla Vergine | 1687 ca.  | o/t            | 153×132 cm               | Palma                       | Palazzo Almudaina                                                                        |
|          | Annunciazione | 1687 ca.  | o/t            | 115×135 cm               | El Pardo                    | Casita del Principe                                                                      |
|          | Visitazione | 1687 ca.  | o/t            | 115×135 cm               | El Pardo                    | Casita del Principe                                                                      |
|          | Assunzione | 1687 ca.  | o/t            | 114×134 cm               | Madrid                      | Palazzo Reale                                                                            |
|          | Circoncisione | 1687 ca.  | o/t            | 115×135 cm               | Madrid                      | Palazzo Reale                                                                            |
|          | Adorazione dei Magi | 1688 ca.  | o/t            | 115×136 cm               | El Pardo                    | Casita del Principe                                                                      |
|          | Matrimonio della Vergine | 1688 ca.  | o/t            | 115×136 cm               | Parigi                      | Museo del Louvre                                                                         |
|          | Adorazione dei pastori | 1688 ca.  | o/t            | 113×136 cm               | Parigi                      | Museo del Louvre                                                                         |
|          | Adorazione dei pastori | 1688      | o/cristallo    | 65×89 cm                 | Real Sitio de San Ildefonso | La Granja                                                                                |
|          | Adorazione dei magi | 1688      | o/cristallo    | 65×89 cm                 | Real Sitio de San Ildefonso | La Granja                                                                                |
|          | Adorazione dei pastori | 1688 ca.  | o/t            | 115×157 cm               | Albano                      | abbazia di San Paolo                                                                     |
|          | Incredulità di san Tommaso | 1688 ca.  | o/t            | 90×173 cm                | El Escorial                 | Monastero                                                                                |
|          | Natività con pastore che offre frutta | 1688 ca.  | o/t            | 130×175 cm               | El Escorial                 | Monastero                                                                                |
|          | Immacolata | 1688 ca.  | o/t            | 243×153 cm               | Firenze                     | Galleria Palatina di Palazzo Pitti                                                       |
|          | San Francesco riceve le stimmate | 1688 ca.  | o/t            | ?×? cm                   | Montelupo Fiorentino        | Chiesa dei Santi Quirico e Lucia                                                         |
|          | Stigmate di San Francesco | 1688 ca.  | o/t            | 127×100 cm               | Avila                       | Museo de Bellas Artes                                                                    |
|          | Santa Dorotea | 1690 ca.  | o/t            | 86×89 cm                 | Poughkeepsie                | Vassar college Art Gallery                                                               |
|          | Pastorale notturna | 1690 ca.  | o/t            | 235×339 cm               | Venezia                     | collezione Pietra Scarpa                                                                 |
|          | Pastorale | 1690 ca.  | o/t            | 235×339 cm               | Venezia                     | collezione Pietra Scarpa                                                                 |
|          | Pentimento di san Pietro | 1690 ca.  | o/t            | 120x100 cm               | Madrid                      | Palazzo Reale                                                                            |
|          | Madonna del Rosario e san Domenico | 1690 ca.  | o/t            | ?                        | Napoli                      | Chiesa di San Domenico Soriano                                                           |
|          | Educazione della Vergine | 1690 ca.  | o/t            | ?                        | Genova                      | Galleria di Palazzo Spinola                                                              |
|          | Madonna della Purità con i santi Giuseppe e Francesco | 1690 ca.  | o/t            | ?                        | Gallipoli                   | Chiesa della Madonna della Purità                                                        |
|          | Innalzamento delle croci | 1690      | o/t            | 118×224 cm               | Wurzburg                    | Museo dell'Università                                                                    |
|          | Moltiplicazione dei Pani | 1690      | o/t            | 118×224 cm               | Wurzburg                    | Museo dell'Università                                                                    |
|          | Ingresso di Cristo in Gerusalemme | 1690 ca.  | o/t            | 113×212 cm               | Roma                        | Galleria nazionale d'arte antica di Palazzo Barberini                                    |
|          | Estasi di san Francesco | 1690 ca.  | o/t            | 220×175 cm               | Madrid                      | Convento delle cappuccine in Alcobendas                                                  |
|          | Morte di san Pietro d'Alcantara | 1690 ca.  | o/t            | ?                        | Santa Maria Capua Vetere    | casa di rieducazione minorile                                                            |
|          | Maddalena | 1690-92   | o/t            | ?                        | Montecassino                | Abbazia                                                                                  |
|          | Crocifisso e angeli | 1690-92   | o/t            | ?                        | Pergola                     | Episcopio                                                                                |
|          | Natività di Maria | 1690-92   | o/t            | 330×200 cm               | Napoli                      | Chiesa dei Santi Apostoli                                                                |
|          | Presentazione al tempio | 1690-92   | o/t            | 330×200 cm               | Napoli                      | Chiesa dei Santi Apostoli                                                                |
|          | Annunciazione dei pastori | 1690-92   | o/t            | 330×200 cm               | Napoli                      | Chiesa dei Santi Apostoli                                                                |
|          | Sogno di San Giuseppe | 1690-92   | o/t            | 330×200 cm               | Napoli                      | Chiesa dei Santi Apostoli                                                                |
|          | Adorazione dei pastori | 1690-92   | o/t            | 65×49 cm                 | Detroit                     | Institute of Arts                                                                        |
|          | Moltiplicazione dei pani e dei pesci | 1692      | o/t            | 66×146 cm                | Real Sitio de San Ildefonso | Palazzo della Granjia                                                                    |
|          | Tre Santi in gloria | 1690-92   | o/t            | 123×140 cm               | Gaeta                       | Chiesa della Santissima Annunziata                                                       |
|          | Santi Anna e Gioacchino | 1690-92   | o/t            | 123×140 cm               | Gaeta                       | Chiesa della Santissima Annunziata                                                       |
|          | San Paolo eremita | 1690-92   | o/t            | 214×160 cm               | Richmond                    | Museum of Fine Arts                                                                      |
|          | Trasporto del corpo di santa Restituta | 1692      | o/t            | 450 cm di altezza        | Napoli                      | Basilica di Santa Restituta (Duomo)                                                      |
|          | Strage degli innocenti | 1692 ca.  | o/t            | ?                        | Madrid                      | collezione Duca di Almazan                                                               |
|          | Cattura di Cristo | 1692 ca.  | o/t            | 94×194 cm                | Pommersfelden               | Castello di Weißenstein                                                                  |
|          | Cristo davanti a Pilato | 1692 ca.  | o/t            | 94×194 cm                | Pommersfelden               | Castello di Weißenstein                                                                  |
|          | Martirio di san Sebastiano | 1692 ca.  | o/t            | 76×64,8 cm               | Chapel Hill                 | Aukland Art Museum                                                                       |
|          | Madonna del Rosario con San Domenico Santa Rosa da Lima e santi domenicani | 1692      | o/t            | 393×260 cm               | Napoli                      | Chiesa del Rosariello alle Pigne                                                         |
|          | Madonna col bambino e santi domenicani | 1692      | o/t            | 47×53 cm                 | Napoli                      | istituto di Orsola Benincasa                                                             |
|          | San Giovanni da Capestrano appare a san Pietro d'Alcantara | 1692      | o/t            | 74×51 cm                 | Bari                        | pinacoteca Provinciale                                                                   |
|          | San Giovanni da Capestrano appare a san Pietro d'Alcantara | 1692      | o/t            | 270×190 cm               | Bari                        | pinacoteca Provinciale                                                                   |
|          | Invenzione della Croce | 1692 ca.  | o/t            | ?                        | Napoli                      | Chiesa della Pietà dei Turchini                                                          |
|          | Uccisione di Sisera | 1692 ca.  | o/t            | 102×130 cm               | Madrid                      | Museo del Prado                                                                          |
|          | Vittoria degli ebrei e cantico di Debora | 1692 ca.  | o/t            | 102×154 cm               | Madrid                      | Museo del Prado                                                                          |
|          | San Domenico in gloria | 1692 ca.  | o/t            | ?                        | Toledo                      | Hospital Tavera                                                                          |
|          | San Francesco da Paola | 1692 ca.  | o/t            | ?                        | Toledo                      | Hospital Tavera                                                                          |
|          | Orazione nell'orto | 1692 ca.  | o/t            | ?                        | Toledo                      | Hospital Tavera                                                                          |
|          | Annunciazione | 1691 ca.  | o/t            | 62×64,3 cm               | Dunedin                     | Art Gallery                                                                              |
|          | Estasi di San Pasquale | 1892 ca.  | o/t            | 183×194 cm               | Madrid                      | Chiesa di San Pasquale                                                                   |
|          | Lotta di San Michele e Lucifero e (in alto) l'Eterno e la Vergine | 1692 ca.  | o/t            | 350×245 cm               | Madrid                      | Palazzo Reale                                                                            |
|          | Battaglia degli ebrei contro gli amalachiti | 1693-94   | o/t            | 68x87 cm                 | Houston                     | Museum of Fine Arts                                                                      |
|          | Annunciazione | 1693-94   | o/t            | 118x87 cm                | El Escorial                 | Casita del Principe                                                                      |
|          | Morte della Vergine | 1693-94   | o/t            | 117x87 cm                | El Escorial                 | Casita del Principe                                                                      |
|          | Presentazione al tempio | 1693-94   | o/t            | 120x87 cm                | El Escorial                 | Casita del Principe                                                                      |
|          | Immacolata e san Giovanni Evangelista | 1693-94   | o/t            | 120x90 cm                | El Escorial                 | Casita del Principe                                                                      |
|          | Assunzione | 1693-94   | o/tav.         | ?                        | Toledo                      | Hospital Tavera                                                                          |
|          | Noli me tangere | 1694 ca.  | o/t            | 66×123 cm                | El Escorial                 | Nuevos Museos                                                                            |
|          | Maddalena penitente | 1694 ca.  | o/t            | 194×142 cm               | El Escorial                 | Nuevos Museos                                                                            |
|          | Maddalena orante | 1694 ca.  | o/t            | 102×84 cm                | El Escorial                 | Nuevos Museos                                                                            |
|          | Giaele e sisara | 1694 ca.  | o/t            | 198×142 cm               | El Escorial                 | Monastero, sacrestia                                                                     |
|          | Lotta di Giacobbe con l'angelo | 1694 ca.  | o/t            | 251×112 cm               | Barcellona                  | Palazzo di Pedralbes                                                                     |
|          | Sogno di Giacobbe | 1694 ca.  | o/t            | 255×95 cm                | Madrid                      | Palazzo Reale                                                                            |
|          | Sacrificio di Isacco | 1694 ca.  | o/t            | 128×206 cm               | Madrid                      | Accademia di San Fernando                                                                |
|          | Vergine in gloria con sant'Orsola e san Fernando | 1694 ca.  | o/t            | 500×310 cm               | El Escorial                 | Monastero, chiesa antica                                                                 |
|          | Morte di Giuliano l'Apostata | 1695 ca.  | o/t            | 260×363 cm               | El Escorial                 | Casita del Principe                                                                      |
|          | Conversione di Saul | 1695 ca.  | o/t            | 260×363 cm               | El Escorial                 | Casita del Principe                                                                      |
|          | San Michele | 1695 ca.  | o/t            | 202×149 cm               | Cadice                      | museo provinciale di Belle Arti                                                          |
|          | Angelo custode | 1695 ca.  | o/t            | 202×149 cm               | Cadice                      | museo provinciale di Belle Arti                                                          |
|          | San Giacomo a Clavijo | 1695      | o/t            | ?                        | Madrid                      | Commendadoras de Santiago                                                                |
|          | Salomone prende in sposa la principessa egizia | 1695 ca.  | o/t            | 250×265 cm               | Madrid                      | Palazzo Reale                                                                            |
|          | David fugge dai suoi persecutori | 1695 ca.  | o/t            | 250×265 cm               | Madrid                      | Palazzo Reale                                                                            |
|          | Salomone ha a visione della distruzione del tempio | 1695 ca.  | o/t            | 250×273 cm               | Zarzuela                    | Palazzo                                                                                  |
|          | Giudizio di Salomone | 1695 ca.  | o/t            | 250×360 cm               | Madrid                      | Museo del Prado                                                                          |
|          | Sogno di Salomone | 1695 ca.  | o/t            | 245×361 cm               | Madrid                      | Museo del Prado                                                                          |
|          | Salomone giura ai fratelli | 1695 ca.  | o/t            | 250×265 cm               | Madrid                      | Palazzo Reale                                                                            |
|          | Salomone unto re da Samuele | 1695 ca.  | o/t            | 295×376 cm               | Madrid                      | Palazzo Reale                                                                            |
|          | Salomone e la regina di Saba | 1695 ca.  | o/t            | 250×364 cm               | Aranjuez                    | Palazzo Reale                                                                            |
|          | Trasporto dell'arca santa | 1695 ca.  | o/t            | 251×360 cm               | Madrid                      | Palazzo Reale                                                                            |
|          | Costruzione del tempio di Salomone | 1695      | o/t            | 251×360 cm               | Aranjuez                    | Palazzo Reale                                                                            |
|          | Idolatria di Salomone | 1695 ca.  | o/t            | 245×285 cm cm            | Madrid                      | Palazzo Reale                                                                            |
|          | Salomone presentato ai fratelli | 1695 ca.  | o/t            | 245×288                  | Madrid                      | Palazzo Reale                                                                            |
|          | David e l'orso | 1695 ca.  | o/t            | 250×266 cm               | Madrid                      | Palazzo Reale                                                                            |
|          | Morte di Assalone | 1695 ca.  | o/t            | 243×422 cm               | Aranjuez                    | Palazzo Reale                                                                            |
|          | David suona l'arpa guardando il gregge | 1695 ca.  | o/t            | 69×104 cm                | Palma                       | Almudeina                                                                                |
|          | Sansone incendia le messi | 1695-96   | o/t            | 90×165 cm                | Palma                       | Almudeina                                                                                |
|          | Sansone lotta con il leone | 1695-96   | o/t            | 95×142 cm                | Madrid                      | Museo del Prado                                                                          |
|          | Sansone e i filistei | 1695-96   | o/t            | 63×160 cm                | Madrid                      | Museo del Prado                                                                          |
|          | Sansone nel tempio | 1695-96   | o/t            | 78×155 cm                | El Escorial                 | Casita del Principe                                                                      |
|          | Lot ubriacato dalle figlie | 1696 ca.  | o/t            | 58×154 cm                | Madrid                      | Museo del Prado                                                                          |
|          | Abramo ascolta le promesse del Signore | 1696 ca.  | o/t            | 66×180 cm                | Madrid                      | Museo del Prado                                                                          |
|          | Abramo adora i tre angeli | 1696 ca.  | o/t            | 65×168 cm                | Madrid                      | Museo del Prado                                                                          |
|          | Dio chiede ad Abramo il sacrificio d'Isacco | 1696 ca.  | o/t            | 65×147 cm                | Real Sitio de San Ildefonso | La Granja                                                                                |
|          | Sacrificio d'Isacco | 1696 ca.  | o/t            | 100×190 cm               | Madrid                      | Museo del Prado                                                                          |
|          | Esaù vendela primogenitura | 1696 ca.  | o/t            | 100×190 cm               | Valladolid                  | Museo Nazionale di Scultura                                                              |
|          | Isacco benedice Giacobbe | 1696 ca.  | o/t            | 95×123 cm                | Real Sitio de San Ildefonso | La Granja                                                                                |
|          | Isacco maltrattato da Ismaele (e cacciata di Agar) | 1696 ca.  | o/t            | 175×84 cm                | Madrid                      | Museo del Prado                                                                          |
|          | Martirio di san Lorenzo | 1696      | o/t            | 414×292 cm               | El Escorial                 | Monastero, chiesa antica                                                                 |
|          | Martirio di san Sebastiano | 1696 ca.  | o/t            | 181×121 cm               | Madrid                      | Chiesa di San Sebastiano                                                                 |
|          | Santa Maria Maddalena dei Pazzi e il crocifisso | 1696      | o/t            | ?                        | Napoli                      | Chiesa dei Girolamini                                                                    |
|          | Adorazione dei pastori | 1696 ca.  | o/t            | ?                        | Madrid                      | Collezione Almazàn                                                                       |
|          | Trasfigurazione | 1696 ca.  | o/t            | 210×100 cm               | Palma                       | Almudeina                                                                                |
|          | Annuncio a san Gioacchino | 1696 ca.  | o/t            | 305×200 cm               | Guadalupe                   | Real Convento de San Jeronimo                                                            |
|          | Presentazione al tempio | 1696 ca.  | o/t            | 305×200 cm               | Guadalupe                   | Real Convento de San Jeronimo                                                            |
|          | Matrimonio della Vergine | 1696 ca.  | o/t            | 305×200 cm               | Guadalupe                   | Real Convento de San Jeronimo                                                            |
|          | Annunciazione | 1696 ca.  | o/t            | 305×200 cm               | Guadalupe                   | Real Convento de San Jeronimo                                                            |
|          | Visitazione | 1696 ca.  | o/t            | 305×200 cm               | Guadalupe                   | Real Convento de San Jeronimo                                                            |
|          | Fuga in Egitto | 1696 ca.  | o/t            | 305×200 cm               | Guadalupe                   | Real Convento de San Jeronimo                                                            |
|          | Bottega di Nazaret | 1696 ca.  | o/t            | 305×200 cm               | Guadalupe                   | Real Convento de San Jeronimo                                                            |
|          | Assunzione | 1696 ca.  | o/t            | 305×200 cm               | Guadalupe                   | Real Convento de San Jeronimo                                                            |
|          | Presentazione della Vergine al tempio | 1696 ca.  | o/t            | 105,5×135,9 cm           | Austin                      | Art Gallery University of Texas                                                          |
|          | Adorazione dei pastori | 1696 ca.  | o/t            | 153×124 cm               | Aranjuez                    | Palazzo Reale                                                                            |
|          | Ecce Homo | 1697 ca.  | o/t            | ?                        | Saragozza                   | Museo Provinciale                                                                        |
|          | Mater Dolorosa | 1697 ca.  | o/t            | ?                        | Saragozza                   | Museo Provinciale                                                                        |
|          | Dubbio di san Giuseppe | 1697 ca.  | o/tav.         | 62×48 cm                 | Madrid                      | Museo del Prado                                                                          |
|          | Dubbio di san Giuseppe | 1697 ca.  | o/t            | 118,5×138 cm             | Indianapolis                | Museum of Art                                                                            |
|          | Dubbio di san Giuseppe | 1697 ca.  | o/t            | ?                        | Zarzuela                    | Palazzo                                                                                  |
|          | Annunziata | 1697 ca.  | o/t            | 117×93 cm                | Napoli                      | Palazzo Reale                                                                            |
|          | Angelo annunziante | 1697 ca.  | o/t            | 117×93 cm                | Marano di Castenaso         | Collezione Molinari Pradelli                                                             |
|          | Maddalena penitente | 1697 ca.  | o/t            | 104×129 cm               | Dresda                      | Gemaldegalerie                                                                           |
|          | Cristo portacroce | 1697 ca.  | o/t            | 77×71 cm                 | Madrid                      | Museo del Prado                                                                          |
|          | Santa Rosalia | 1697 ca.  | o/t            | 81×64 cm                 | Madrid                      | Museo del Prado                                                                          |
|          | Sacra Conversazione | 1697 ca.  | o/t            | 62×48 cm                 | Madrid                      | Museo del Prado                                                                          |
|          | Santa Rosa | 1697 ca.  | o/t            | 85×65 cm                 | Madrid                      | Accademia di San Fernando                                                                |
|          | San Pietro penitente | 1697 ca.  | o/t            | 68×70 cm                 | Malaga                      | Museo Provinciale di Belle Arti                                                          |
|          | Fuga in Egitto | 1697 ca.  | o/t            | 58×46 cm                 | New York                    | Metropolitan Museum                                                                      |
|          | Immacolata Concezione | 1697      | o/t            | ?                        | Madrid                      | Cappella della Concezione                                                                |
|          | Sogno di san Gioacchino e incontro alla porta aurea | 1697 ca.  | o/t            | 206×186 cm               | Vienna                      | Kunsthistorisches Museum                                                                 |
|          | Nascita della Vergine | 1697 ca.  | o/t            | 207×223 cm               | Vienna                      | Kunsthistorisches Museum                                                                 |
|          | Presentazione della Vergine al tempio | 1697 ca.  | o/t            | 206×187 cm               | Vienna                      | Kunsthistorisches Museum                                                                 |
|          | Visitazione | 1697 ca.  | o/t            | 206×187 cm               | Vienna                      | Kunsthistorisches Museum                                                                 |
|          | Sposalizio della Vergine | 1697 ca.  | o/t            | 206×187 cm               | Vienna                      | Kunsthistorisches Museum                                                                 |
|          | Sogno di san Giuseppe | 1697 ca.  | o/t            | 97×187 cm                | Vienna                      | Kunsthistorisches Museum                                                                 |
|          | Adorazione dei pastori | 1697 ca.  | o/t            | 93×180 cm                | Vienna                      | Kunsthistorisches Museum                                                                 |
|          | Bottega di Nazaret | 1697 ca.  | o/t            | 93×193 cm                | Vienna                      | Kunsthistorisches Museum                                                                 |
|          | Morte della Vergine | 1697 ca.  | o/t            | 207×223 cm               | Vienna                      | Kunsthistorisches Museum                                                                 |
|          | Visitazione | 1697 ca.  | o/rame         | 79,4×66,5 cm             | Stoccarda                   | Staatsgalerie                                                                            |
|          | Natività della Vergine | 1697 ca.  | o/t            | 106×259 cm               | Pasadena                    | Norton Simon Foundation                                                                  |
|          | Ester e Assuero | 1698 ca.  | o/rame         | 66,5×81 cm               | Monaco di Baviera           | Alte Pinakothek                                                                          |
|          | Salomone e la regina di Saba | 1698 ca.  | o/rame         | 66,2×81,2 cm             | Monaco di Baviera           | Alte Pinakothek                                                                          |
|          | Cristo e la samaritana | 1698 ca.  | o/t            | 68×49,5 cm               | Budapest                    | Museo Nazionale                                                                          |
|          | Idolatria di Salomone | 1698 ca.  | o/t            | 149×208 cm               | Riga                        | Museo d'Arte Straniera                                                                   |
|          | Cristo con la croce | 1698 ca.  | o/t            | 120×127 cm               | Madrid                      | Monastero de la Encarnacion                                                              |
|          | Betsabea nel bagno | 1698 ca.  | o/t            | 219×212 cm               | Madrid                      | Museo del Prado                                                                          |
|          | La prudente Abigail | 1698 ca.  | o/t            | 216×362 cm               | Madrid                      | Museo del Prado                                                                          |
|          | Salomone e la regina di Saba | 1698 ca.  | o/t            | 63×49 cm                 | Budapest                    | Museo Nazionale                                                                          |
|          | Vocazione di san Matteo | 1699 ca.  | o/t            | 225×180 cm               | Madrid                      | Palazzo Reale                                                                            |
|          | Resurrezione di Lazzaro | 1699 ca.  | o/t            | 238×177 cm               | El Escorial                 | Monastero                                                                                |
|          | Cattura di Cristo | 1699 ca.  | o/t            | 240×199 cm               | Aranjuez                    | Palazzo Reale                                                                            |
|          | Annunciazione in ovale di fiori | 1699 ca.  | o/t            | 101×75 cm                | Kannas                      | Museo d'arte                                                                             |
|          | Gesù con croce entro cornici di fiori | 1699 ca.  | o/t            | 76×94 cm                 | Windsor Castle              | Collezioni reali                                                                         |
|          | Angeli adorano il sudario | 1699 ca.  | o/t            | 102×261 cm               | Jativa                      | Museo (in deposito dal museo del Prado)                                                  |
|          | Madonna col Bambino e sant'Anna | 1699 ca.  | tondo su legno | 36 cm diametro           | Madrid                      | Palazzo Reale                                                                            |
|          | Morte di san Giovanni di Dio | 1699 ca.  | o/t            | 137×98 cm                | El Escorial                 | Monastero                                                                                |
|          | San Francesco da Paola a mezza figura | 1699 ca.  | o/t            | 110×83 cm                | El Escorial                 | Monastero                                                                                |
|          | Predica del Battista nel deserto | 1699 ca.  | o/t            | 200×145 cm               | El Escorial                 | Monastero                                                                                |
|          | Adorazione dei magi | 1699 ca.  | o/t            | 145×205 cm               | El Escorial                 | Monastero                                                                                |
|          | Sacra Famiglia e due angeli | 1699 ca.  | o/t            | 173×160 cm               | El Escorial                 | Monastero                                                                                |
|          | Sant'Antonio riattacca il piede a un ferito | 1698-1700 | o/t            | 104×83 cm                | Londra                      | National Gallery                                                                         |
|          | Sant'Antonio e il miracolo del carro | 1698-1700 | o/t            | 100×60 cm                | Digione                     | Museo Magnin                                                                             |
|          | Sant'Antonio e Ezzelino | 1698-1700 | o/t            | 102,2×83,8 cm            | Auckland City               | Art Gallery                                                                              |
|          | San Fernando | 1700 ca.  | o/t            | 220×168 cm               | Madrid                      | Chiesa dei Cappuccini del Pardo                                                          |
|          | Re Salomone | 1700 ca.  | o/t            | 200×310 cm               | Pozzuoli                    | Duomo, sacrestia                                                                         |
|          | Re David | 1700 ca.  | o/t            | 200×310 cm               | Pozzuoli                    | Duomo, sacrestia                                                                         |
|          | Natività della Vergine | 1700 ca.  | o/t            | 155×143 cm               | Madrid                      | Consejo de Estado                                                                        |
|          | Sansone e Dalila | 1700 ca.  | o/t            | 65×153 cm                | Londra                      | Apsley House                                                                             |
|          | Agar nel deserto | 1700 ca.  | o/t            | 65×153 cm                | Londra                      | Apsley House                                                                             |
|          | Due angeli | 1700 ca.  | o/t            | ?                        | Pontevedra                  | Museo (in deposito dall'Accademia di Madrid)                                             |
|          | Santa Brigida salvata da un naufrago | 1700 ca.  | o/t            | 62                       | Madrid                      | Museo del Prado                                                                          |
|          | San Girolamo contempla il Giudizio finale | 1700 ca.  | o/t            | 62×83 cm                 | Madrid                      | Museo del Prado                                                                          |
|          | San Fernando alla presa di Siviglia | 1700 ca.  | o/t            | ?                        | Madrid                      | Museo Biblioteca Municipale                                                              |
|          | San Fernando e la Vergine | 1700 ca.  | o/t            | 100×50 cm                | Madrid                      | Palazzo Reale                                                                            |
|          | Maddalena col crocifisso | 1700 ca.  | o/t            | 67×55 cm                 | El Escorial                 | Casita del Principe                                                                      |
|          | Fuga in Egitto | 1700 ca.  | o/t            | 120×230 cm               | Madrid                      | Palazzo Reale di El Pardo                                                                |
|          | Assunzione | 1700 ca.  | o/t            | 61×82 cm                 | Vigo                        | Museo Municipale                                                                         |
|          | Assunzione | 1700 ca.  | o/t            | ?                        | Madrid                      | Descalzas Reales                                                                         |
|          | Visione di san Giovanni Evangelista | 1700 ca.  | o/t            | 116 cm di diametro       | Napoli                      | Collezione privata                                                                       |
|          | Cristo cammina sulle acque | 1700-1702 | o/t            | 116×125 cm               | El Escorial                 | Casita del Principe                                                                      |
|          | San Carlo Borromeo distribuisce le ricchezze ai poveri | 1700-1702 | o/t            | 126×104 cm               | Madrid                      | Museo del Prado                                                                          |
|          | Cristo de Hocana | 1702 ca.  | o/t            | 225×152 cm               | El Escorial                 | Nuevos Museos                                                                            |
|          | Cristo de Hocana | 1702 ca.  | o/t            | 225×152 cm               | Tangeri                     | Legazione spagnola                                                                       |
|          | Santa Maria Egiziaca nel deserto | 1702 ca.  | o/t            | ?                        | Napoli                      | Chiesa di Santa Maria Egiziaca a Forcella                                                |
|          | Santa Maria Egiziaca ha la visione della Vergine | 1702 ca.  | o/t            | ?                        | Napoli                      | Chiesa di Santa Maria Egiziaca a Forcella                                                |
|          | David con la testa di Golia | 1702 ca.  | o/t            | 102×128 cm               | Dresda                      | Gemaldegalerie                                                                           |
|          | Martirio di san Gennaro | 1702-03   | o/t            | 430×250 cm               | Roma                        | Chiesa di Santo Spirito dei Napoletani                                                   |
|          | Martirio di san Gennaro | 1702-03   | o/t            | 106×80 cm                | Londra                      | National Gallery                                                                         |
|          | Madonna con i santi Donato e Liborio | 1703      | o/t            | ?                        | Otranto                     | Episcopio                                                                                |
|          | San Giovanni Ospedaliere | 1703 ca.  | o/t            | 108,9×68,6 cm            | Adelaide                    | Art Gallery of South Australia                                                           |
|          | Madonna della Provvidenza con i santi Pietro e Andrea | 1704 ca.  | o/t            | 400×280 cm               | Gragnano                    | Chiesa di San Leone                                                                      |
|          | Madonna del Soccorso | 1704 ca.  | o/t            | 400×220 cm               | Castellammare di Stabia     | Chiesa del Gesù                                                                          |
|          | Giuditta con la testa di Oloferne | 1704      | o/t            | 76,3×102,2 cm            | Saint Louis                 | Museo                                                                                    |
|          | Scoperta di Oloferne ucciso | 1704      | o/t            | 76,3×102,2 cm            | Saint Louis                 | Museo                                                                                    |
|          | Trionfo di Giuditta | 1704      | o/t            | 71×103 cm                | Bernard Castle              | Bowes Museum                                                                             |
|          | Partenza di Rebecca | 1704 ca.  | o/t            | 115×154 cm               | Bari                        | Pinacoteca Provinciale (in deposito dal Museo di Capodimonte)                            |
|          | Cantico della profetessa Maria | 1704 ca.  | o/t            | 152×231 cm               | Greenville                  | Bob Jones University                                                                     |
|          | Incontro dei santi Carlo Borromeo e Filippo Neri | 1704      | o/t            | 304×202 cm               | Napoli                      | Chiesa dei Girolamini                                                                    |
|          | San Filippo Neri e san Carlo Borromeo in preghiera | 1704      | o/t            | 210×155 cm               | Napoli                      | Chiesa dei Girolamini                                                                    |
|          | San Carlo Borromeo bacia le mani a san Filippo Neri | 1704      | o/t            | 210×155 cm               | Napoli                      | Chiesa dei Girolamini                                                                    |
|          | Madonna col Bambino e angeli | 1704      | o/t            | 82×76 cm                 | Napoli                      | Chiesa dei Girolamini                                                                    |
|          | San Francesco di Sales | 1704      | o/t            | ?                        | Napoli                      | Chiesa dei Girolamini                                                                    |
|          | San Canuto re | 1704      | o/t            | ?                        | Napoli                      | Chiesa dei Girolamini                                                                    |
|          | San Lorenzo Giustiniani adora il Bambino | 1704      | o/t            | 180×120 cm               | Roma                        | Chiesa della Maddalena                                                                   |
|          | Nozze di Cana | 1704      | o/t            | 400×800 cm               | Napoli                      | Chiesa di Santa Maria Donnaregina Nuova                                                  |
|          | Nozze di Cana | 1704      | o/t            | ?                        | Napoli                      | Galleria dell'Accademia                                                                  |
|          | Discorso sulla montagna | 1704      | o/t            | 400×800 cm               | Napoli                      | Chiesa di Santa Maria Donnaregina Nuova                                                  |
|          | Eterno in gloria | 1704      | o/t            | 95×62 cm                 | Rohrau                      | Galleria Harrach                                                                         |
|          | Crocifissione | 1704      | o/t            | 63,2×74,6 cm             | Salisburgo                  | Barockmuseum                                                                             |
|          | Crocifissione | 1704      | o/t            | 63×75 cm                 | Oxford                      | The Ashmolean Museum                                                                     |
|          | David rifiuta la corazza | 1704      | o/t            | 291×146 cm               | Madrid                      | Palazzo Reale                                                                            |
|          | David e Golia | 1704      | o/t            | 295×157 cm               | Madrid                      | Palazzo Reale                                                                            |
|          | Giudizio di Salomone | 1704      | o/t            | 200×200 cm               | Madrid                      | Palazzo Reale                                                                            |
|          | Salomone e la regina di Saba | 1704      | o/t            | 180×177 cm               | Madrid                      | Palazzo Reale                                                                            |
|          | Salomone riceve l'ispirazione | 1704      | o/t            | 180×180 cm               | Aranjuez                    | Palazzo Reale                                                                            |
|          | Salomone unto re | 1704      | o/t            | 180×180 cm               | Aranjuez                    | Palazzo Reale                                                                            |
|          | Salomone giura ai fratelli | 1704      | o/t            | 200×200 cm               | Madrid                      | Palazzo Reale                                                                            |
|          | Traslazione dell'arca | 1704      | o/t            | 275×352 cm               | Siviglia                    | Cattedrale                                                                               |
|          | Cantico di Debora | 1704      | o/t            | 275×352 cm               | Siviglia                    | Cattedrale                                                                               |
|          | Trasporto dell'arca santa | 1704      | o/t            | 76×63 cm                 | Vienna                      | Kunsthistorisches Museum                                                                 |
|          | Trasporto dell'arca santa | 1704      | o/t            | 77,8×65,7 cm             | Lawrence                    | University of Kansas, Spencer Museum of Art                                              |

## Dipinti su temi profani
| Immagine | Titolo                                             | Anno     | Tecnica | Dimensioni   | Città e nazione | Collocazione                                                                    |
| -------- | -------------------------------------------------- | -------- | ------- | ------------ | --------------- | ------------------------------------------------------------------------------- |
|          | Soldati che giocano a carte                        | 1653 ca. | o/tav.  | 39,3×51,7 cm | Berlino         | Staatliche Museen                                                               |
|          | Concerto di ragazze                                | 1658-60  | o/t     | 57×101,5 cm  | Amsterdam       | Rijksmuseum                                                                     |
|          | Rubens dipinge l'allegoria della pace              | 1660 ca. | o/t     | 337×414 cm   | Madrid          | Museo del Prado                                                                 |
|          | Natura morta di pesci con un pescatore             | 1670 ca. | o/t     | 183×230 cm   | Napoli          | collezione privata (di mano del Giordano è la figura del pescatore)             |
|          | Interno di cucina con una cuoca                    | 1670 ca. | o/t     | 183×230 cm   | Napoli          | collezione privata (di mano del Giordano è la figura della cuoca)               |
|          | Una fiera                                          | 1685 ca. | o/t     | 200×311 cm   | Livorno         | Palazzo del Municipio (in desposito dalle Galleria di Palazzo Pitti di Firenze) |
|          | Leone Magno ferma Attila                           | 1686 ca. | o/t     | 66×50 cm     | Napoli          | Villa Floridiana (in deposito dal Museo di Capodimonte)                         |
|          | Rovine classiche con figure                        | 1690 ca. | o/t     | 253×353 cm   | Cosenza         | Pinacoteca Nazionale di Palazzo dei Presidi                                     |
|          | Ritratto del Canonico Celano                       | 1692 ca. | o/t     | 75×63 cm     | Napoli          | Museo Nazionale di San Martino                                                  |
|          | Battaglia di San Quintino                          | 1692-93  | o/t     | 53x168 cm    | Barcellona      | Biblioteca Museo Víctor Balaguer (in custodia dal Museo del Prado)              |
|          | Cattura del connestabile di Montmorency            | 1692-93  | o/t     | 53x168 cm    | Madrid          | Museo del Prado                                                                 |
|          | Cattura dell'Almirante di Francia                  | 1692-93  | o/t     | 53x168 cm    | Madrid          | Museo del Prado                                                                 |
|          | Filippo II visita le opere dell'Escorial           | 1692-93  | o/t     | 53x168 cm    | Madrid          | Museo del Prado                                                                 |
|          | Omaggio a Velazquez                                | 1693-94  | o/t     | 200x180 cm   | Londra          | National Gallery                                                                |
|          | Carlo II a cavallo                                 | 1694 ca. | o/t     | 81x61 cm     | Madrid          | Museo del Prado                                                                 |
|          | Mariana di Neuburg                                 | 1694 ca. | o/t     | 81x61 cm     | Madrid          | Museo del Prado                                                                 |
|          | Carlo II a cavallo                                 | 1694 ca. | o/t     | 80x62 cm     | Madrid          | Museo del Prado                                                                 |
|          | Mariana di Neuburg                                 | 1694 ca. | o/t     | 80x62 cm     | Madrid          | Museo del Prado                                                                 |
|          | Ritratto di gentiluomo a cavallo                   | 1694 ca. | o/t     | ?            | Madrid          | Duca di Almazan                                                                 |
|          | Ritratto di altro gentiluomo a cavallo             | 1694 ca. | o/t     | ?            | Madrid          | Duca di Almazan                                                                 |
|          | Lotta di ragazzi                                   | 1694 ca. | o/t     | 240x205 cm   | Madrid          | Accademia di Giurisprudenza (in deposito dal Museo del Prado)                   |
|          | Battaglia del Salado                               | 1698 ca. | o/t     | ?            | Aranjuez        | Palazzo Reale                                                                   |
|          | Battaglie                                          | 1698 ca. | o/t     | 232×334 cm   | Aranjuez        | Palazzo Reale                                                                   |
|          | Battaglia (fuga dei turchi)                        | 1698 ca. | o/t     | 230×344 cm   | Zarzuela        | Palazzo                                                                         |
|          | Presa di una fortezza                              | 1698 ca. | o/t     | 235×343 cm   | Madrid          | Museo del Prado                                                                 |
|          | Sacrificio pagano                                  | 1702 ca. | o/t     | 280×68 cm    | La Coruna       | Museo (in deposito dal Museo del Prado)                                         |
|          | Sacrificio pagano                                  | 1702 ca. | o/t     | 280×68 cm    | La Coruna       | Museo (in deposito dal Museo del Prado)                                         |
|          | Battaglia di Carlo V: cattura di Francesco I       | 1700 ca. | o/t     | 116×172 cm   | Madrid          | Palazzo Reale di El Pardo                                                       |
|          | Battaglia di Carlo V: cattura del duca di Sassonia | 1700 ca. | o/t     | 115×172 cm   | Madrid          | Palazzo Reale di El Pardo                                                       |
|          | Battaglia di Carlo V: fuga dell'esercito turco     | 1700 ca. | o/t     | 115×172 cm   | Madrid          | Palazzo Reale di El Pardo                                                       |
|          | Battaglia di Carlo V: presa di Tunisi              | 1700 ca. | o/t     | 116×146 cm   | Madrid          | Palazzo Reale di El Pardo                                                       |

## Affreschi
| Immagine | Titolo | Anno                  | Città e nazione | Collocazione                                | Nota |
| -------- | --- | --------------------- | --------------- | ------------------------------------------- | --- |
|          | Angioletti | 1642 ?                | Napoli          | Chiesa di Santa Maria la Nova               | n. 2 affreschi circolari |
|          | Storie del Battista (Predica nel deserto, Battesimo di Cristo, Decollazione del Battista) | 1655 ca.              | Napoli          | Chiesa di Santa Maria la Nova               | affreschi nel sottarco della cappella Parisio |
|          | San Gennaro in gloria | 1668                  | Napoli          | Reale cappella del Tesoro di San Gennaro    | affresco nella volta della sacrestia |
|          | Gloria in Paradiso di san Gregorio Armeno e otto sante dell'ordine benedettino Storie della vita di San Gregorio Armeno - San Gregorio è consacrato vescovo - Il santo consacra Tiridate re d'Armenia - Tiridate accompagna le spoglie del santo - Tiridate con la testa di cinghiale prega il santo affinché gli restituisca le fattezze umane - Visione di san Gregorio Armeno - San Gregorio sorge dalle acque del lago - Gruppo di angeli - San Gregorio Armeno pontifica (risana l'ossesso) - Il santo battezza - Il santo nel deserto - Il santo cede l'episcopato al figlio - Il santo è consacrato dal re - Morte di san Gregorio Armeno - Gruppo di angeli Storie della vita di san Benedetto - San Benedetto risuscita il figlio del contadino - San Benedetto si accomiata dai familiari - Il miracolo della serpe sotto il sasso - San Placido cammina sulle acque e salva san Mauro - Conversione di Totila - San Benedetto e i pastori - Virtù Storie delle monache basiliane e quindici Virtù - Partenza delle monache basiliane - Arrivo delle monache a Napoli con le reliquie di san Gregorio - Accoglienza delle monache a Napoli - Preghiera, Giustizia, Saggezza, Astinenza, Mansuetudine, Pace, Meditazione, Discrezione, Pazienza, Zelo, Costanza, Benignità, Innocenza, Ospitalità, Prudenza | 1671 e 1679-81 e 1684 | Napoli          | Chiesa di San Gregorio Armeno               | affreschi nella cupola e nel tamburo; tra le finestre del registro superiore della navata; sulle pareti del coro e nei peducci della cupola; sulla controfacciata e negli spicchi sugli archi delle cappelle della navata |
|          | Immacolata Concezione in gloria con le virtù caritatevoli | 1672-75               | Napoli          | Oratorio del Monte dei Poveri               | |
|          | Gloria in Paradiso di santa Brigida con Jael, Debora, Giuditta, la vedova di Sarefta | 1678                  | Napoli          | Chiesa di Santa Brigida                     | affreschi nella cupola e nei peducci |
|          | Gloria in paradiso di sant'Andrea Corsini e quattro allegorie delle virtù di sant'Andrea Corsini (La legge divina, La predicazione del verbo divino, La penitenza, La contemplazione) | 1682                  | Firenze         | Chiesa di Santa Maria del Carmine           | affreschi nella cupola e nei peducci della cappella Corsini |
|          | Atalanta e Ippomene | 1682 ca.              | Firenze         | Collezione privata                          | affresco su supporto di vimini di 110 cm di diametro |
|          | Cacciata dei mercanti dal tempio | 1684                  | Napoli          | Chiesa dei Girolamini                       | affresco sulla controfacciata |
|          | Glorificazione della dinastia medicea, le quattro virtù cardinali e i diversi stati della vita umana | 1682-85               | Firenze         | Palazzo Medici Riccardi                     | affresco nella volta della Galleria degli Specchi |
|          | Allegoria della Sapienza Divina | 1685                  | Firenze         | Palazzo Medici Riccardi                     | affresco nella volta della biblioteca |
|          | Santa Margherita, Giaele e Salomone | 1686-87               | Napoli          | Chiesa di Santa Maria Donnaregina Nuova     | |
|          | Giovanni Battista, San Pietro e San Paolo Vedova di Sarepta Ruth Figlia del faraone Giaele | 1687                  | Napoli          | Chiesa del Gesù Nuovo, cappella Merlino     | n. 3 scene sul Battista nell'arcone, i santi Pietro e Paolo nella lunetta mentre le eroine bibliche nei peducci della cupola                                                                                              |
|          | Trionfo di Debora e vittoria sul re di Canaan | 1692 ca.              | Napoli          | Chiesa di Santa Maria di Donnaromita        | affreschi nella cupola |
|          | Trionfo della monarchia spagnola con la gloria della Trinità, la Vergine, san Lorenzo, san Girolamo, Carlo V e Filippo II che offrono i loro domini, Carlo II, sua moglie Mariana di Neuburg, sua madre Mariana d'Austria e alcuni nani che assistono dietro una balaustra (al centro della volta) Quattro Virtù cardinali e altre personificazioni (nei pennacchi angolari) Regia maestà e la Chiesa cattolica (nei due pennacchi laterali) Gesta di Carlo V e Filippo II (vele monocrome a finto porfido) Putti con stemmi dei sovrani spagnoli (nelle lunette, tra le finestre) | 1692-93               | El Escorial     | Monastero, scalone                          | affreschi nella volta e nel fregio |
|          | Assedio di San Quintino | 1692-93               | El Escorial     | Monastero, scalone                          | affreschi nella volta e nel fregio |
|          | Battaglia di san Quintino | 1692-93               | El Escorial     | Monastero, scalone                          | affreschi nella volta e nel fregio |
|          | Resa dei Francesi | 1692-93               | El Escorial     | Monastero, scalone                          | affreschi nella volta e nel fregio |
|          | Fondazione del monastero dell'Escorial come ex-voto per la vittoria nella battaglia di San Quintino il giorno di san Lorenzo del 1557 | 1692-93               | El Escorial     | Monastero, scalone                          | affreschi nella volta e nel fregio |
|          | Incarnazione, Annunciazione Natività e Adorazione, Caduta di Lucifero, Angeli, quattro sibille (sinistra dell'altare) | 1693-94               | El Escorial     | Monastero, chiesa di San Lorenzo            | affreschi nelle vele della volta e lungo le pareti della chiesa |
|          | Trionfo della Chiesa militante, Verità e Scienze, La Teologia, La Mistica, La Grazia (sinistra dell'ingresso) | 1693-94               | El Escorial     | Monastero, chiesa di San Lorenzo            | affreschi nelle vele della volta e lungo le pareti della chiesa |
|          | San Girolamo e il Giudizio - Santi Ambrogio, Agostino, Gregorio, Tommaso (dx dell'altare) | 1693-94               | El Escorial     | Monastero, chiesa di San Lorenzo            | affreschi nelle vele della volta e lungo le pareti della chiesa |
|          | Trionfo della Purezza verginale, La Vigilanza, Maria di Mosè, Debora, Jaele, Abisag, Ruth, Rachele, Rebecca, Susanna, Abigail, Ester e Giuditta (dx dell'ingresso) | 1693-94               | El Escorial     | Monastero, chiesa di San Lorenzo            | affreschi nelle vele della volta e lungo le pareti della chiesa |
|          | Transito della Madonna e sua sepoltura, Sacrificio di Abramo, Sogno di Giacobbe, Jesse e il suo albero, Josafat, Giona e Ezechia (navata centrale, vicino all'altare) | 1693-94               | El Escorial     | Monastero, chiesa di San Lorenzo            | affreschi nelle vele della volta e lungo le pareti della chiesa |
|          | Giudizio Universale, Le quattro parti del mondo (navata centrale, vicino all'ingresso) | 1693-94               | El Escorial     | Monastero, chiesa di San Lorenzo            | affreschi nelle vele della volta e lungo le pareti della chiesa |
|          | Viaggio degli ebrei nel deserto, Besleel e Oliab fabbricano il tabernacolo, Eleazer e Gersone lodano Mosè, Caduta dalla Manna, Sansone e il leone (nelle lunette) (sul transetto sx) | 1693-94               | El Escorial     | Monastero, chiesa di San Lorenzo            | affreschi nelle vele della volta e lungo le pareti della chiesa |
|          | Vittoria degli ebrei sugli amalachiti, quattro giudici Otoniel, Aod, Gedeone e Jefte, Elia sotto il ginepro, David riceve i pani da Achimelec (nelle lunette) (transetto dx) | 1693-94               | El Escorial     | Monastero, chiesa di San Lorenzo            | affreschi nelle vele della volta e lungo le pareti della chiesa |
|          | Storie di Salomone: È unto re a Sion, Dio gli infonde la saggezza, Giudizio delle due madri, Incontro con la regina di Saba (nella volta sovrastante il coro in controfacciata a dx) | 1693-94               | El Escorial     | Monastero, chiesa di San Lorenzo            | affreschi nelle vele della volta e lungo le pareti della chiesa |
|          | Storie di David: David penitente e il profeta Natan, Sceglie il castigo con Gad, Offre olocausti nel campo di Ornam, Canta con l'arpa (nella volta sovrastante il coro in controfacciata a sx) | 1693-94               | El Escorial     | Monastero, chiesa di San Lorenzo            | affreschi nelle vele della volta e lungo le pareti della chiesa |
|          | Angeli con i simboli della Passione (nelle semilunette accanto l'altare maggiore) | 1693-94               | El Escorial     | Monastero, chiesa di San Lorenzo            | affreschi nelle vele della volta e lungo le pareti della chiesa |
|          | Allegoria del Toson d'oro - Ercole consegna il vello a Filippo il Buono - La sfera delle costellazioni con l'ariete in cui fu trasformato il vello - Minerva lotta contro i giganti e altri personaggi simbolici fra i quali è il Furore - La monarchia spagnola con le allegorie dei domini ereditati dagli Asburgo - un drago ai piedi della Spagna rappresenta l'eresia - il leone rappresenta il potere temporale - Giove e altri dei indicano la benevolenza del cielo - Apollo e le muse, Bacco, Ercole e Anteo, Nettuno e Anfitrite - Figure di filosofi antichi - Le Età del mondo | 1697 ca.              | Madrid          | Casón del Buen Retiro                       | affreschi nella volta del salone principale |
|          | La Vergine impone la pianeta a san Ildefonso - La Vergine accompagnata dai santi Giacomo ed Elpidio - La Giustizia trionfa sulle eresie - Santa Leocadia indica la città - San Giovanni Evangelista scrive l'Apocalisse - vari santi spagnoli - Sant'Eugenio - Autoritratto | 1698 ca.              | Toledo          | Cattedrale, sacrestia                       | affreschi nella volta |
|          | Storie di sant'Antonio da Padova: la mula di Tolosa si inginocchia dinnanzi al Santissimo Sacramento; la resurrezione del fanciullo; la guarigione del fabbro caduto; la predica nella tempesta davanti a Ezzelino; il santo risana il piede a un giocane che aveva oltraggiato la madre; il miracolo del carro trattenuto in aria; santi Stefano d'Ungheria, Luigi di Francia, Enrico di Germania e la moglie Cunegonda, Edita d'Inghilterra, Fernando di Castiglia, Ermenegildo di Siviglia, Ermenerico d'Ungheria | 1698-1700             | Madrid          | Chiesa di Sant'Antonio degli Alemanni       | affreschi nelle pareti |
|          | Trionfo di Giuditta; Giaele, la figlia del Faraone e altre donne dell'Antico Testamento - Il serpente di bronzo - Caduta della manna e Mosè che fa scaturire le acque; La fornace di Naucodonosor e Abramo e Isacco che salgono il monte, Sacrificio di Elia sul monte Carmelo - Figure allegoriche e puttini | 1704                  | Napoli          | Certosa di San Martino, cappella del Tesoro | affreschi nella volta, nei sottarchi e nelle lunette |
|          | Crocifissione - Deposizione - Giudizio finale | 1704-05               | Napoli          | Chiesa di Santa Brigida, sacrestia          | affreschi nella volta |